# Kip (vogel)
De kip of het huishoen (Gallus gallus domesticus) is een gedomesticeerde vogel uit de familie van de fazantachtigen (Phasianidae). De wetenschappelijke naam van de ondersoort werd in 1789 als Phasianus gallus domesticus gepubliceerd door Johann Friedrich Gmelin.
De kip is de meest voorkomende vogelsoort ter wereld met wereldwijd vele miljarden exemplaren.
Er bestaat een zeer groot aantal rassen. Zie daarvoor de lijst van kippenrassen.
In enge zin wordt het woord kip enkel gebruikt voor de vrouwtjes, als synoniem van de hen.

## Kip in de natuur

### Oorsprong
Een van de waarschijnlijke voorouders van de kip is het bankivahoen (Gallus gallus), dat in Zuidoost-Azië in het wild voorkomt. 
Waarschijnlijk is het huishoen uit het bankivahoen gedomesticeerd. De invloed van eventuele andere, in het wild levende hoenderachtigen kan niet geheel worden uitgesloten, maar het is inmiddels wel duidelijk dat het bankivahoen de belangrijkste voorouder is. Hoe en wanneer het proces precies is verlopen, is evenmin volledig bekend. Onderzoek gepubliceerd in 2014 op mitochondriaal DNA van fossiele kippenresten, suggereert dat het startpunt in Noord-China zou hebben gelegen, zo'n 10.000 jaar geleden. Daarmee zou de tamme kip ruwweg een tijdgenoot zijn van de andere landbouwdieren.
Via India en Mesopotamië verspreiden de Aziatische hoenderen zich naar andere delen van de wereld. Zo zijn er aanwijzingen dat de Egyptenaren reeds vóór 1400 v.Chr. kippen hielden. Een tekst uit de periode van Thoetmosis III verwondert zich over "de vogel die elke dag leven schenkt". In het oude Sumer sprak men over de vogel uit Meluhha.
In Europa kwamen de kippen via diverse routes. Via Klein-Azië arriveerden de eerste gedomesticeerde kippen rond het jaar 700 v.Chr. in Zuid-Europa. Keltische stammen die van het gebied van de Zwarte Zee naar West-Europa trokken namen ook kippen mee. Julius Caesar schrijft in De Bello Gallico dat hij kippen aantrof bij Keltische stammen in Frankrijk, België, Nederland, Duitsland en Zwitserland. De Romeinen zelf namen tijdens hun veroveringen ook kippen mee, zowel voor de eieren als voor het vlees.
Bij de Romeinen werden kippen niet alleen voor het voedsel gehouden, maar ook waren hanengevechten populair. In de ruïnes van Pompeï zijn diverse afbeeldingen van hanengevechten aangetroffen.

### Oude rassen
In het begin van onze jaartelling beschrijven Plinius de Oudere (ca.23/24-79 na Chr.) en Lucius Junius Moderatus Columella (4-70 na Chr.) in Italië en Engeland gehouden kippenrassen. Plinius beschrijft de "italiaan" als een zeer geschikte legkip in Lombardije (Noord-Italië) en Columella beschrijft de dorking als een groot en breed gebouwde vleeskip in Surrey (Zuid-Engeland). Iedere regio heeft zo van oudsher zijn eigen kippenrassen.
In Nederland zijn in afgegraven terpen ook kippenbotten aangetroffen. Deze terpen stammen van 800 na Christus. In de tijd van Karel de Grote werd bij zijn hervorming van het boerenbedrijf bepaald dat grote boerderijen zo'n 200 kippen moesten houden, op kleine boerderijen moesten 50 kippen zijn. Dit waren al vooral grotere kippenrassen die vooral dienden voor eieren en vlees. In het Noordzeegebied, van Vlaanderen tot Oost-Friesland, komt het Kempische hoen voor. Van de vier varianten hiervan, wordt het Hollands hoen al voor de 14e eeuw vermeld, de brakel in Vlaanderen in 1416 en de lakenvelder in Utrecht in 1727.
Zo wordt in de 17e eeuw ook de houdan, als vleeskip ten westen van Parijs, beschreven. De minorca is, in de 18e eeuw tijdens de bezetting van het Spaanse eiland door de Engelsen, ontwikkeld tot de huidige legkip. In de VS wordt rond 1735 de javakip als vleeskip en rond 1750 de dominicaner als legkip vermeld. Deze javakip is, anders dan dat de naam doet vermoeden, van onbekende Aziatische afkomst. De dominicaner is een afstammeling van de dorking. De italiaan wordt na 1828 in de Verenigde Staten gefokt tot een nog betere legkip, die na 1865. leghorn wordt genoemd. Waarschijnlijk wordt de italiaan ook gekruist in de dominicaner. In de negentiende eeuw werd het houden van kippen een echte landbouwactiviteit. De kippen scharrelden hun kostje op het erf bij elkaar. Ze sliepen met de koeien en het andere vee op stal of in bomen en struiken op het erf.
Vanaf het midden van de negentiende eeuw worden de zware Aziatische rassen cochin en maleier gebruikt om het formaat en het postuur van in Europa en de Verenigde Staten aanwezige rassen te vergroten. Bij het creëren van nieuwe rassen in de VS blijkt kruising met de cochin en de Amerikaanse javakip goede resultaten te geven, zoals de Rhode Island Red en de Plymouth Rock. De Rhode Island Red is gebaseerd op de bruine Amerikaanse leghorn, de Plymouth Rock op de dominicaner. 
Bij de legrassen geldt dit vooral bij kruising met de maleier en de Amerikaanse leghorn, resulterend in de Engelse witte leghorn en de Rhode Island Red. Bij de witte Leghorn is ook minorca ingekruist. Bij de vleesrassen is dit het geval bij kruising met de cochin en de Amerikaanse brahma; hieruit komt de wyandotte en de Plymouth Rock voort. Is de Plymouth Rock gebaseerd op de dominicaner, de wyandotte is dat op het Hollands hoen.
Aan het einde van de negentiende eeuw wordt ook nog de Croad Langshan uit Noord-China geïntroduceerd, ouderdier van de barnevelder en de orpington. Ondanks al deze pogingen blijft de wetmatigheid bestaan dat, hoe meer het lichaamsgewicht toeneemt, des te minder eieren de kip legt.
Tegenwoordig worden kippen vrijwel overal ter wereld gehouden. In onder meer Nederland komen ook verwilderde kippen voor; deze exemplaren zijn uit gevangenschap ontsnapt.

## Anatomie en gedrag

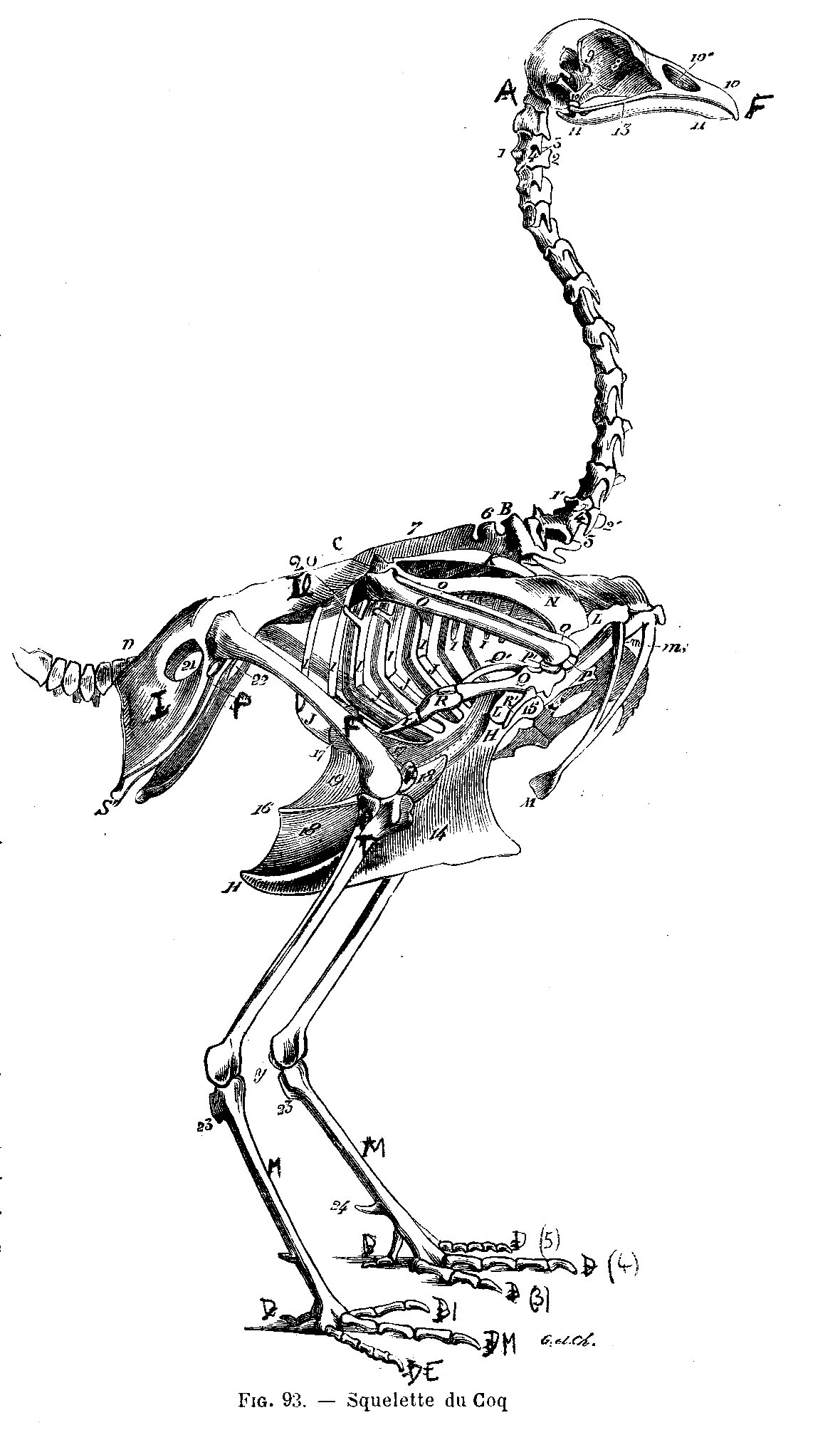
Skelet van een haan

Een kip kan goed hard voedsel zoals maiskorrels eten, hoewel ze het minder graag eten en het pas in de loop van de dag opeten als het andere voer op is. Na het slikken komt het voedsel in de krop, waar het kan inweken. Daarna zijn er twee magen die meehelpen om het voer fijn te krijgen. De kliermaag voegt maagsappen toe voor de verdere vertering. De spiermaag kneedt het voer en maalt het fijn met behulp van kleine steentjes die de kip oppikt. Daarna wordt het voer verder verwerkt in de dunne darm. De reststoffen verlaten het lichaam via de endeldarm en de cloaca. Een huishoen heeft twee blindedarmen. Deze helpen bij de vertering van ruwvezels en onttrekken vocht aan de voedselmassa.
Kippen hebben de neiging om naar rode voorwerpen te pikken, wat opmerkelijk is omdat hun kam en lellen zelf rood zijn. Bij ruimtegebrek kan het mede hierdoor gebeuren dat ze elkaar doodpikken.
Een kip heeft een intern kompas, dat gesitueerd lijkt in de ogen, waarmee ze zich kan oriënteren op het aardmagnetisch veld.
De kip kan haar kop heel ver in alle richtingen draaien, dankzij het grote aantal halswervels: veertien. (Ter vergelijking: de mens heeft er maar zeven.)
Een kip heeft geen oorschelp en ziet kleuren ook anders. Voor een kip is roodgeel  de helderste kleur. Daarna volgt geel. Overigens heeft de kip wel oorlellen. Meestal legt een kip met witte lellen witte eieren en één met roze lellen bruine.
De huid op de poten van de kip bestaat uit schubben, zoals bij reptielen. Kippen hebben drie voortenen en een achterteen, behalve het zijdehoen en de houdan, die een extra teen hebben. Sommige rassen hebben ook sporen die vooral bij de hanen vervaarlijk groot kunnen zijn en die ze ter verdediging inzetten. Kippen hebben ook nagels om te graven en scharrelen.

Anatomie van de kip
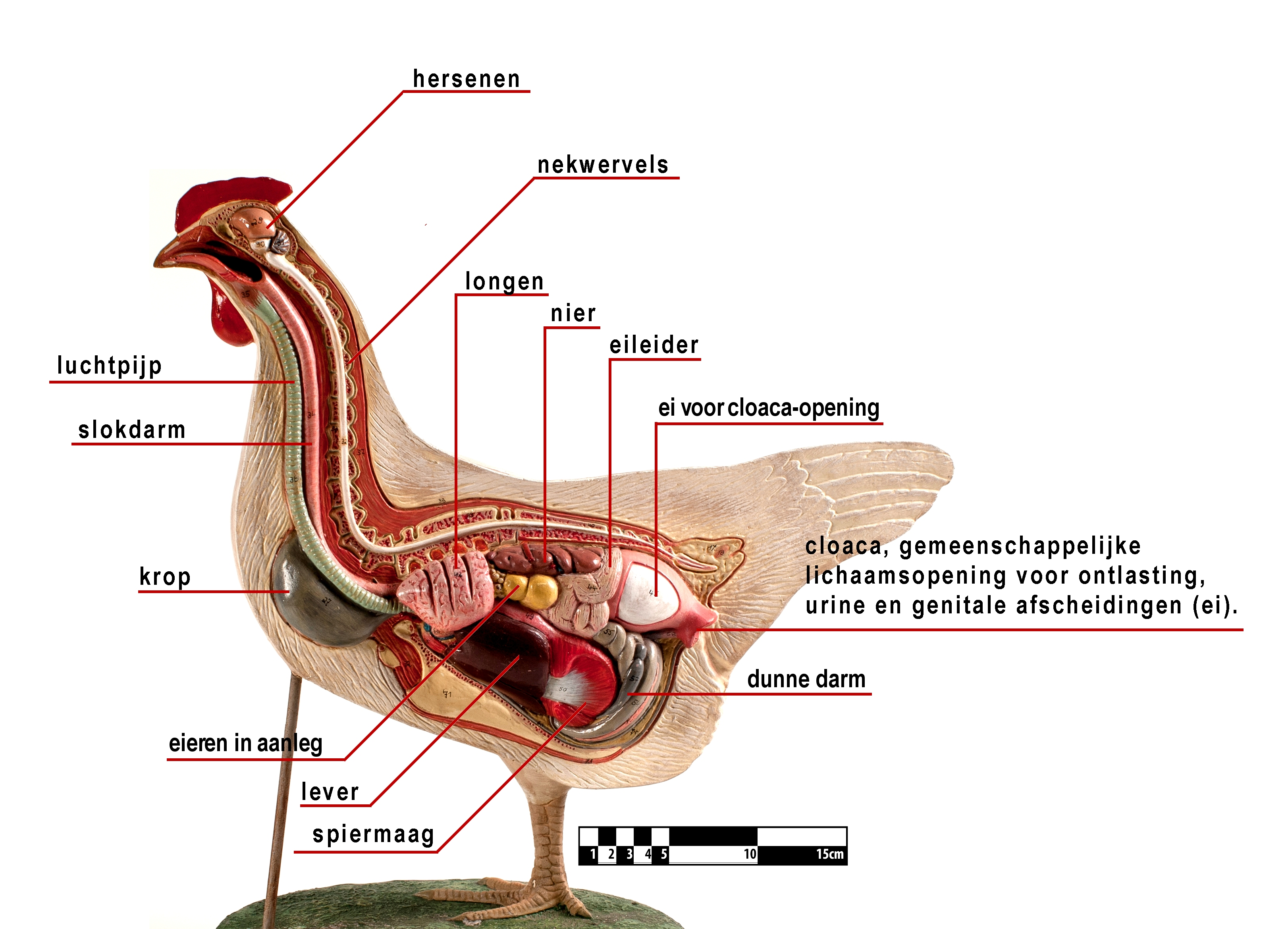
Anatomie kip
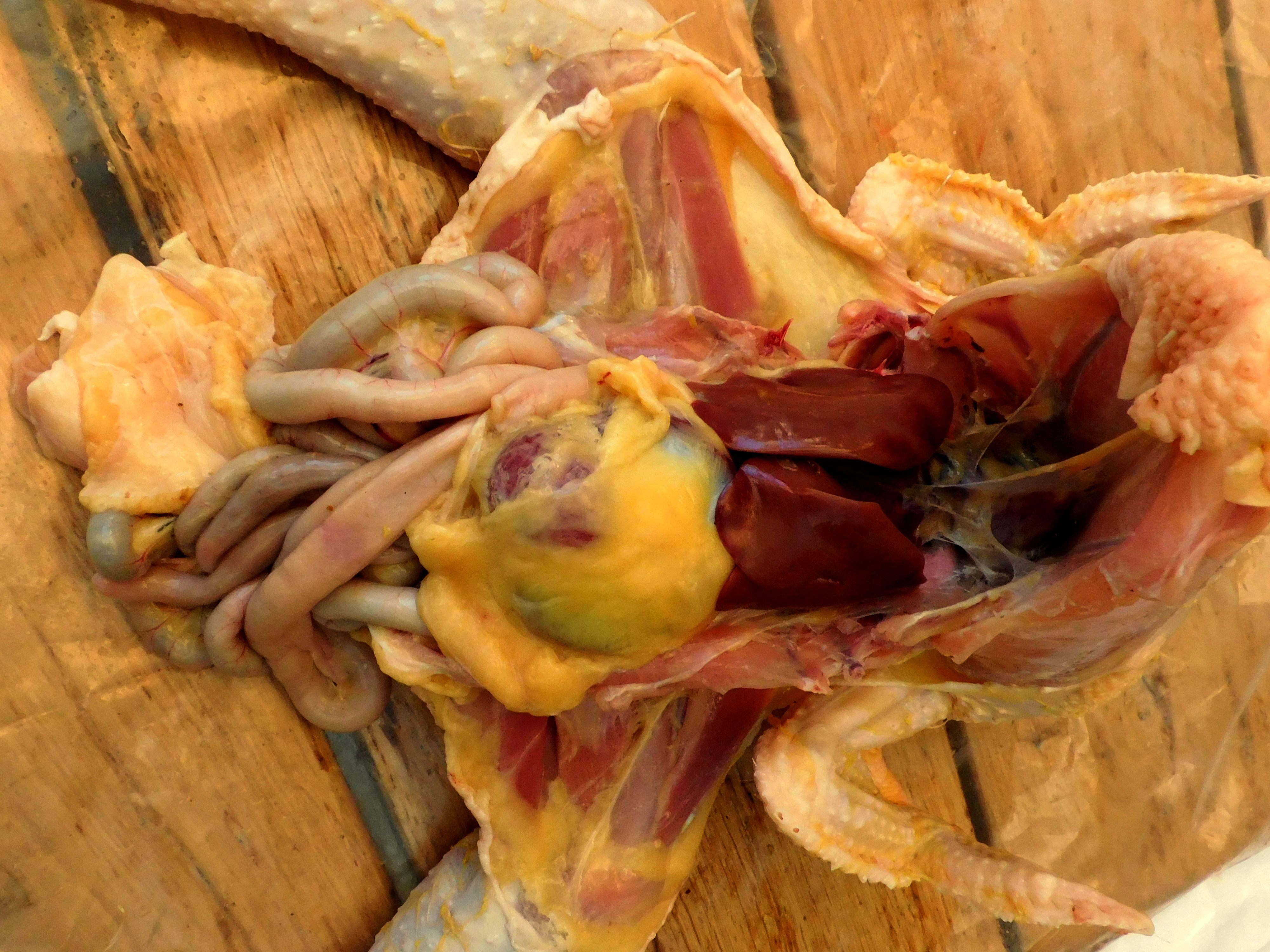
Ingewanden vanaf buikzijde
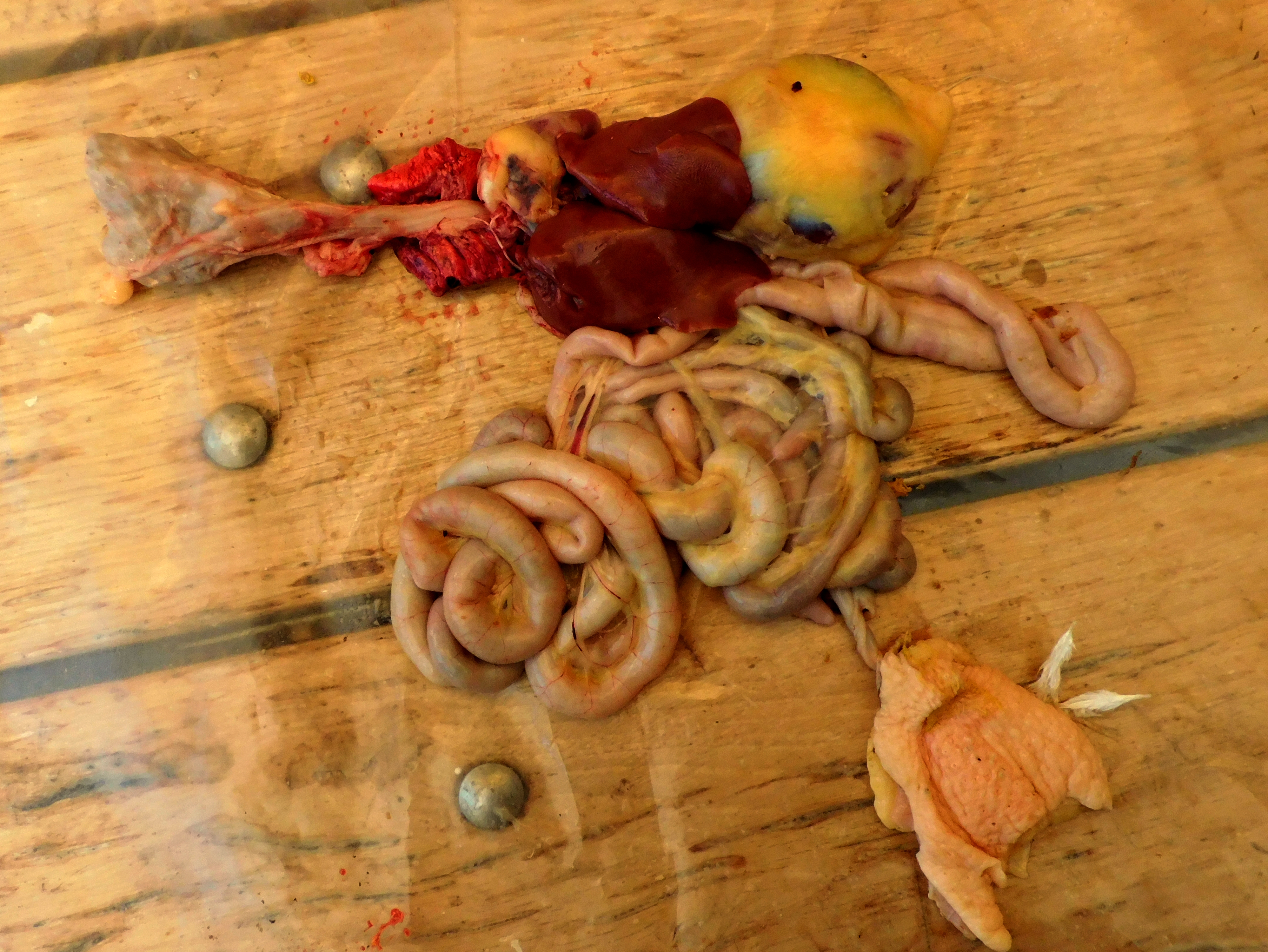
Ingewanden, uitgenomen
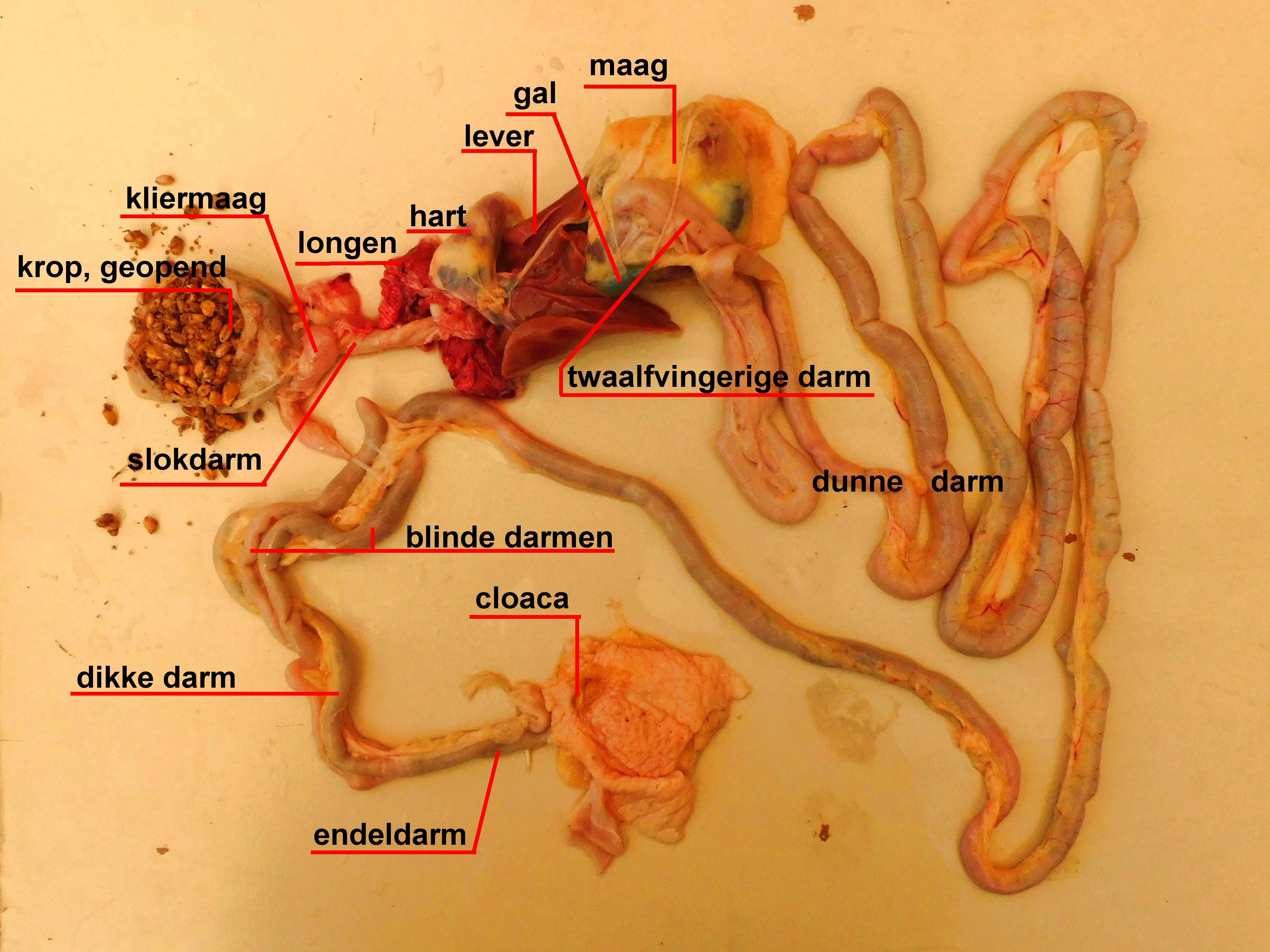
Ingewanden kip met bijschriften
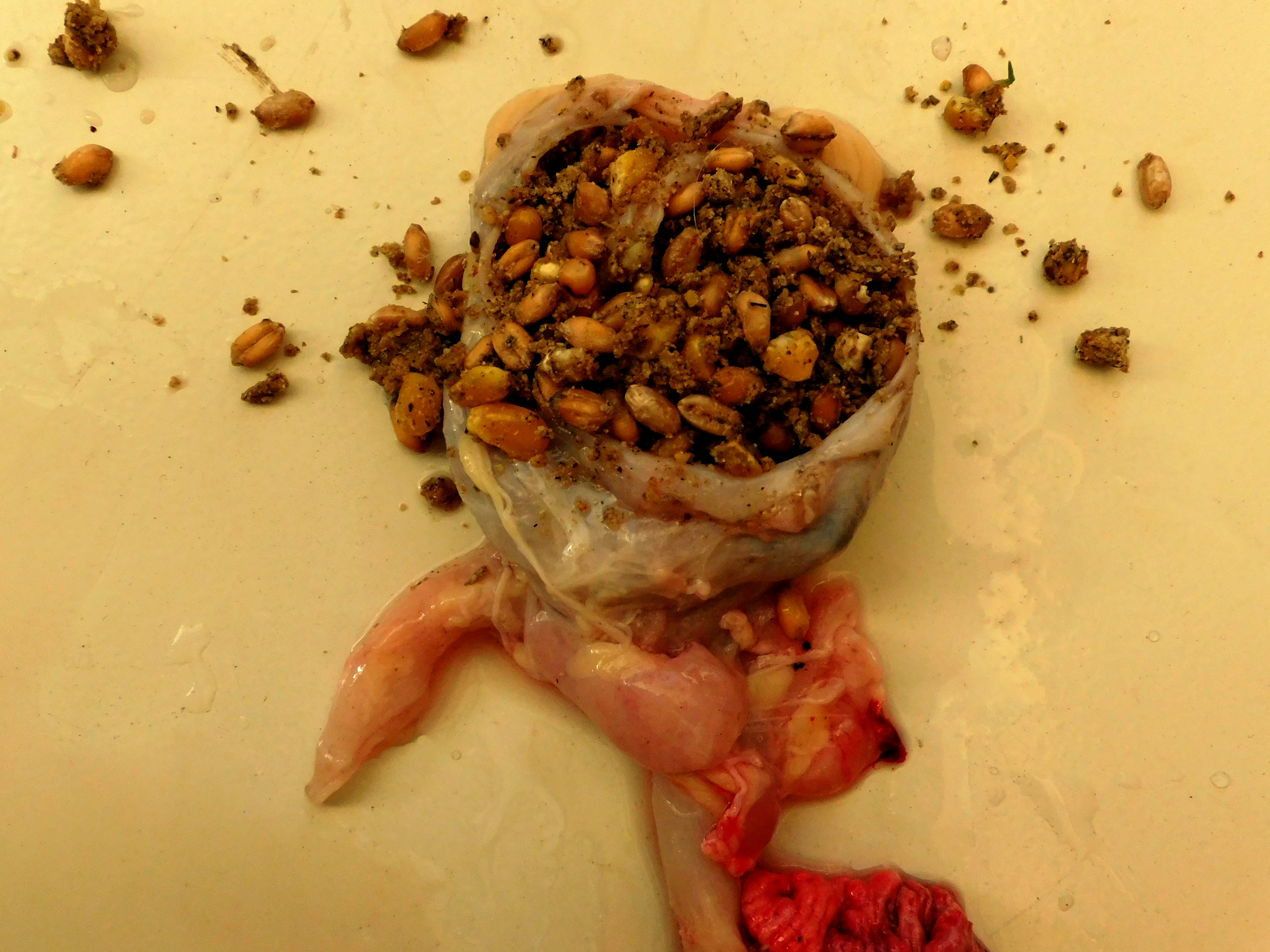
Krop, geopend
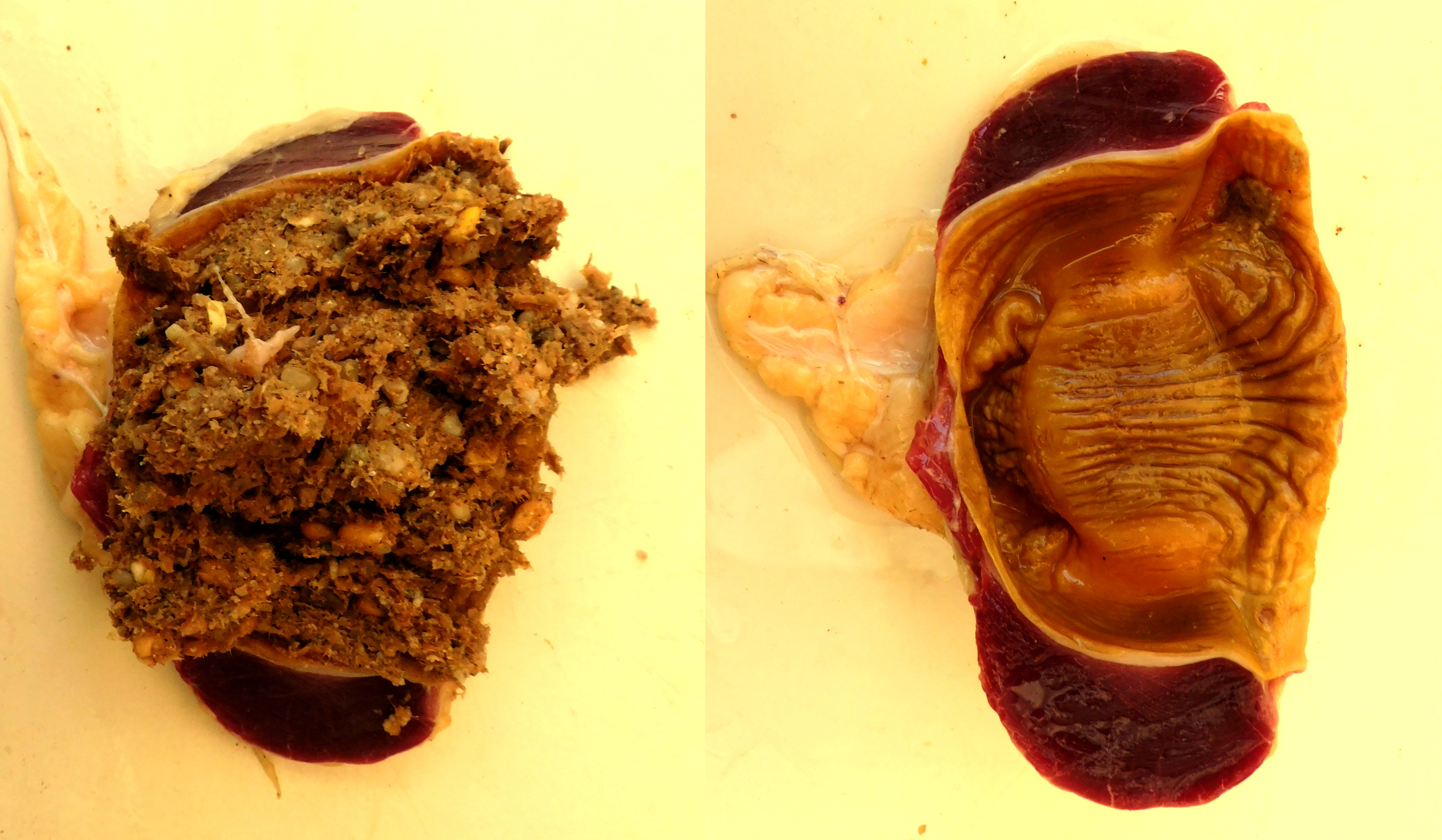
Maag geopend met en zonder inhoud
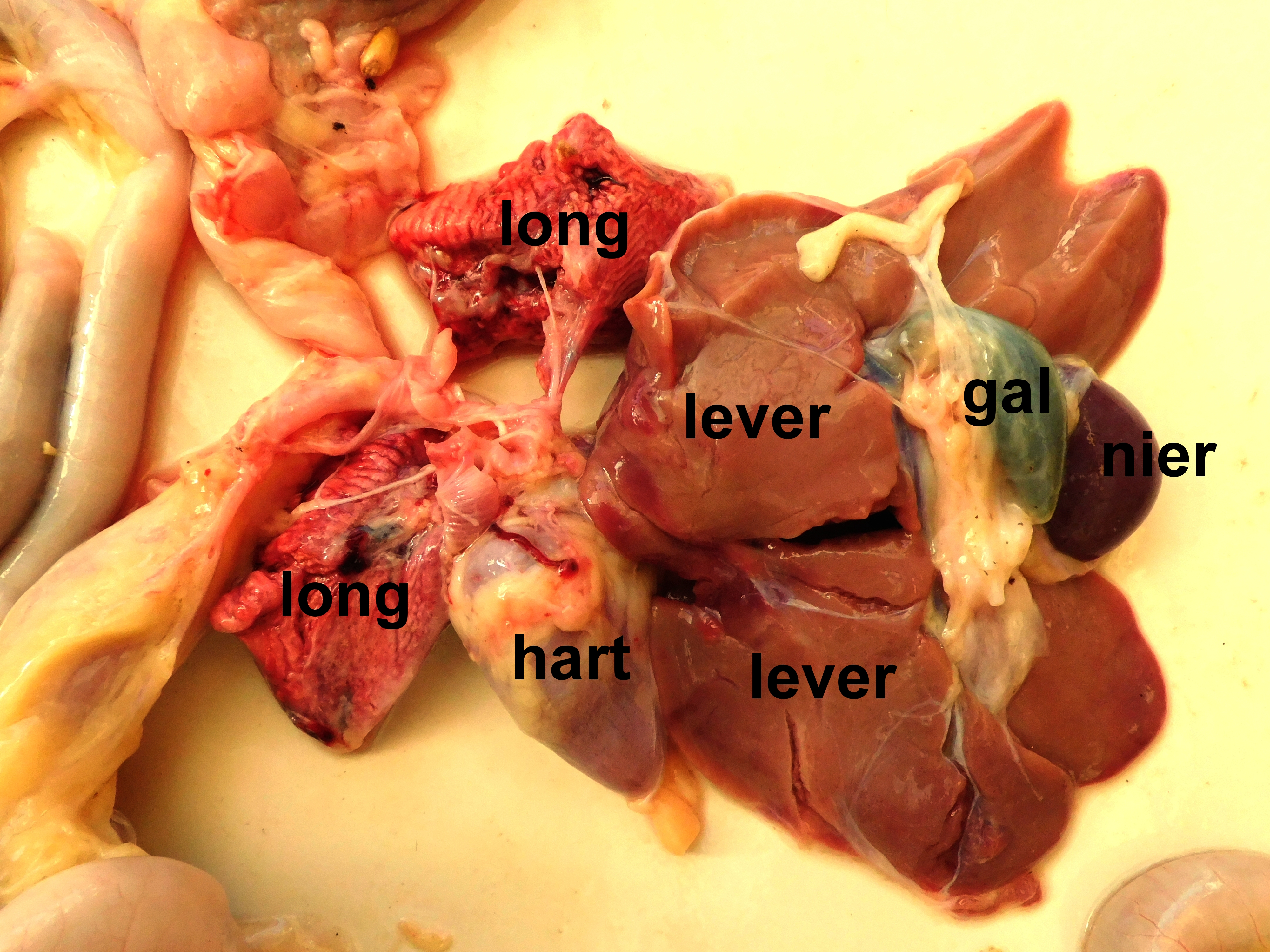
Organen
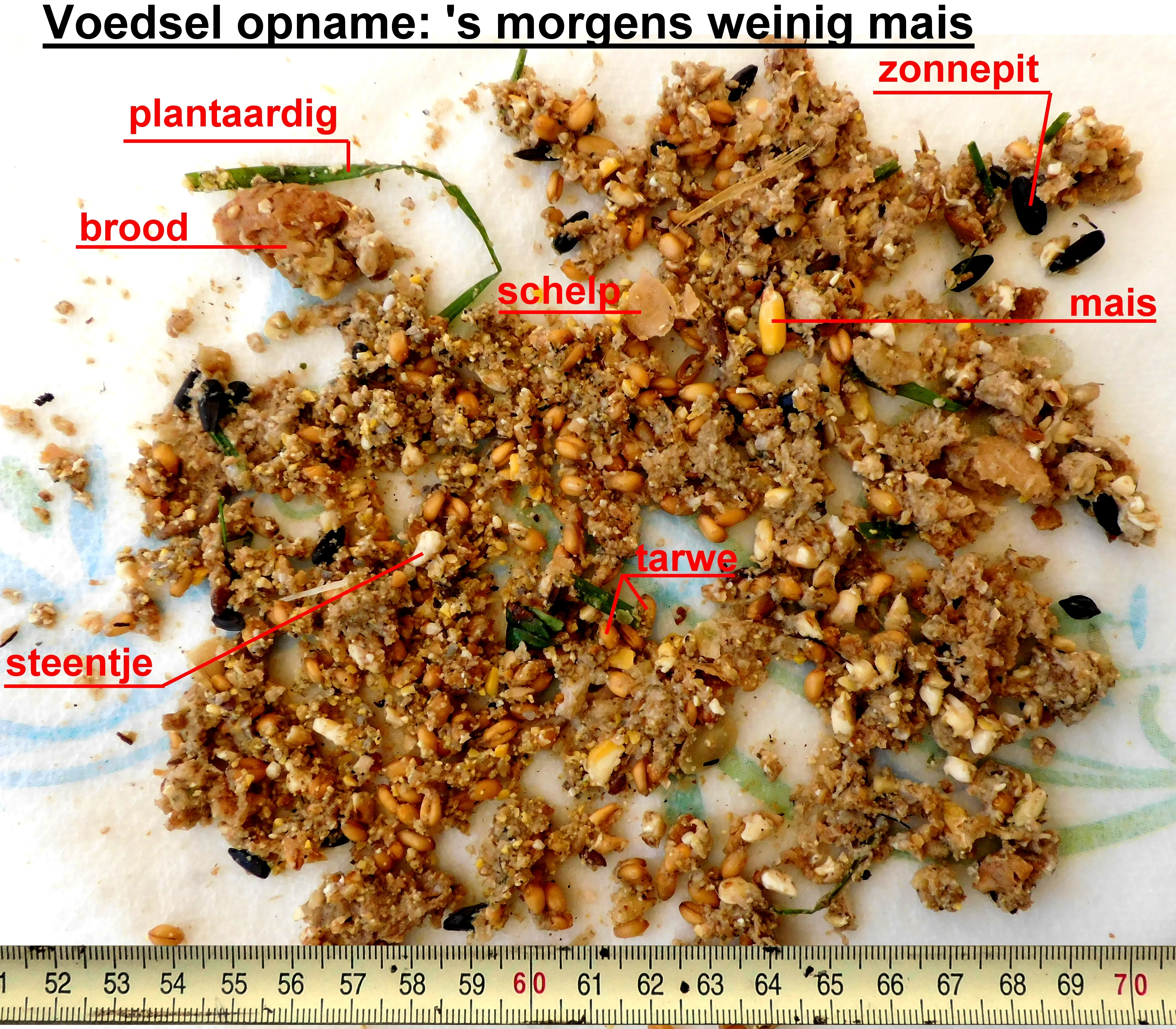
Inhoud krop, gespoeld, 2 uur na voeren
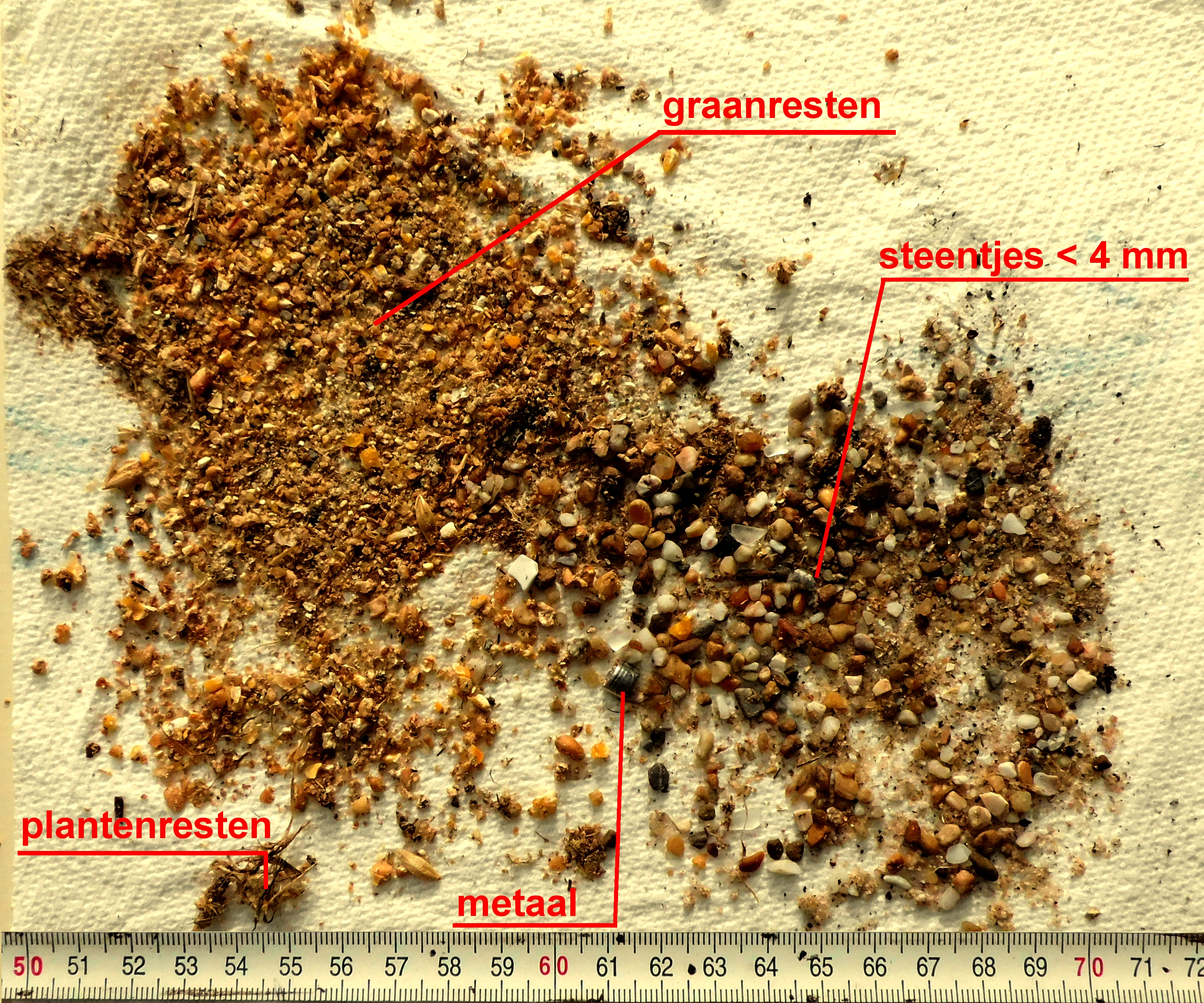
Inhoud spiermaag, gespoeld, resterend van vorige dag

### Broedsheid
Een broedse kip is fysiologisch ingesteld op het broeden: ze heeft onder andere een hogere lichaamstemperatuur, een verminderde eetlust en weinig bewegingsdrang. Ze legt in deze periode niet.

### Hiërarchie en intelligentie
Binnen een groep kippen heerst duidelijk een hiërarchie. Die rangorde wordt ook wel de pikorde genoemd. De plaats die een kip heeft in de pikorde bepaalt o.a. wie als eerste eet en wie de beste stokplekken krijgt. In een grote groep kippen, ook toom genoemd, kan een kip meer dan 100 soortgenoten herkennen en de sociale status van elk van deze dieren onthouden. Ze weten ook de positie die elke kip op 'de ladder' inneemt. Kippen hebben een ingewikkelde hiërarchie en gaan ook op een zeer exacte manier met elkaar om.
Ze kunnen oorzaak-en-gevolgrelaties begrijpen. Kippen kennen objectpermanentie: als ze een interessant object uit het oog verliezen, zoeken ze ernaar. Kippen zijn ook tot zelfcontrole of zelfbeheersing in staat. Dat was eerder alleen aangetoond bij mensen en andere mensapen. Dit zijn bewijzen van een goed geheugen en ingewikkelde structuren in de sociale omgang, te vergelijken met de intelligentie van zoogdieren.

### Communicatie

#### Syrinx
Een kip heeft geen stembanden maar een syrinx om geluiden te maken. Dit is een orgaan dat zich onderaan de luchtpijp bevindt, net boven het punt waar deze zich splitst in de bronchiën die naar de longen leiden. De syrinx bestaat, simpel gezegd, uit membranen en spieren. Op het punt in de luchtpijp waar de syrinx zich bevindt, zitten er membranen tussen de kraakbeenringen van de luchtpijp. Een vogel kan geluid voortbrengen door middel van zijn ademhaling.

#### Geluidsrepertoire
Kippen produceren dertig tot veertig verschillende geluiden, die allemaal verschillende betekenissen hebben. Het broedende hoen wisselt al geluiden uit met de kuikens in het ei. Kippen kennen verschillende waarschuwingen, zo waarschuwen kippen met een soort piepend en krakend geluid tegen gevaren van boven, zoals roofvogels, en bij gevaar aan de grond maakt een kip een paniekerig kakelend geluid.

### Leeftijd
De maximale leeftijd van een kip is afhankelijk van het ras, sommige rassen kunnen wel 20 jaar oud worden. Gemiddeld worden de meeste rassen niet ouder dan 10 jaar. Verder spelen ook de levensomstandigheden van de kip een belangrijke rol. De 'gewone' bruine industriekippen, de hybriden, worden vaak geslacht voor ze een jaar of 3 oud zijn omdat ze rond die leeftijd niet productief genoeg meer zijn.

## Haan

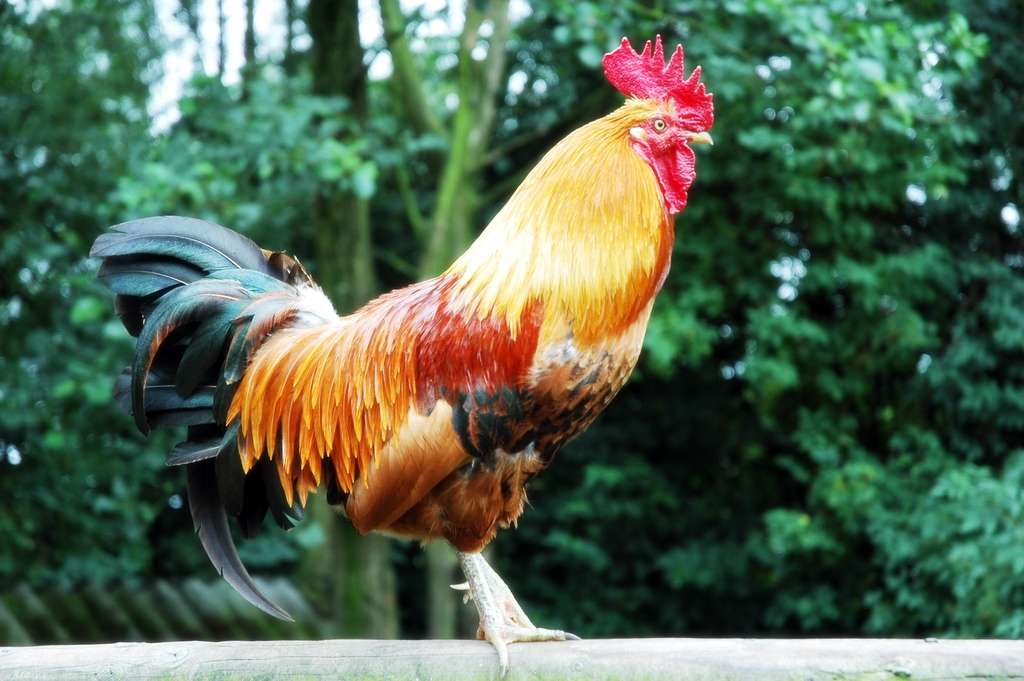
Haan

De mannelijke exemplaren van de kip (of huishoen) worden hanen genoemd. Zij onderscheiden zich van de vrouwtjes doordat ze meestal groter zijn, een staart met langere en meestal sikkelvormige veren hebben, bij gekleurde rassen meer kleuren in het gevederte hebben dan de hen (behalve in het geval van hennevederigheid), een grotere kam en lellen hebben en (grotere) sporen aan de poten hebben. Een gecastreerde haan wordt kapoen genoemd. Het gedrag van een haan is duidelijk anders dan dat van een hen.

#### Kraaien
Het kraaien van de haan heeft zich uit de oorspronkelijke baltsroep van de bankivahoenders tot een voortdurend en seizoensonafhankelijk geluidssignaal ontwikkeld, dat hoofdzakelijk tot afbakening van het territorium dient.

## Hen

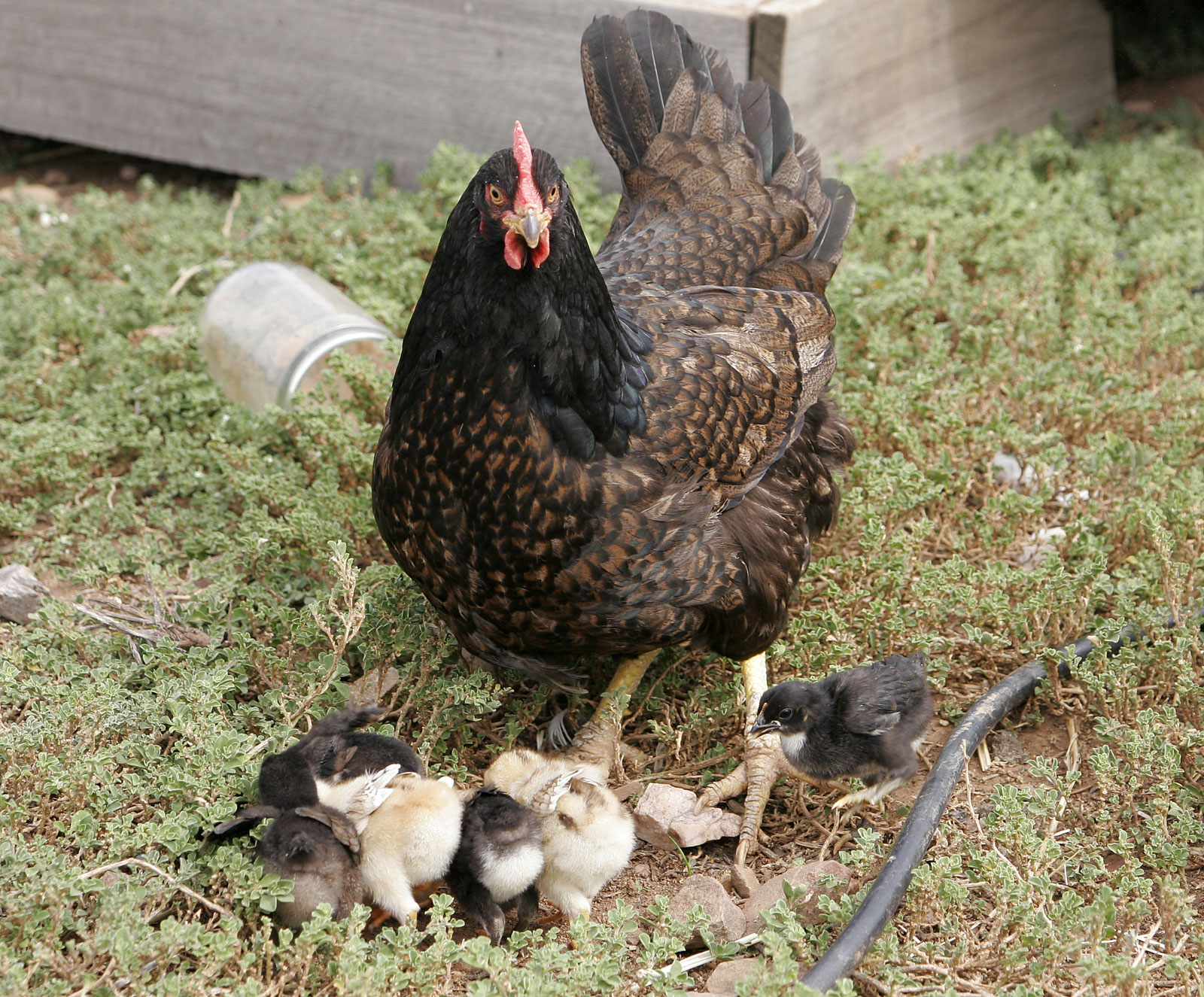
Moederkloek met kuikens

Een vrouwelijke kip wordt een hen genoemd. Wanneer hennen 5 tot 6 maanden oud zijn, kunnen ze eieren leggen. Het maximaal aantal eieren dat de hen kan leggen is gelijk aan het aantal eicellen dat bij de geboorte in de eierstok zit.
De hen heeft, in tegenstelling tot de meeste dieren, slechts één werkende eierstok, de linker, die in de lichaamsholte vlak bij de ruggengraat zit. Wanneer de hen aan de leg is, zijn kam en lellen wat roder van kleur.
Een gecastreerde hen wordt poularde genoemd. Volgens bekendmaking van een aanvraag van het Europees Parlement en de Raad inzake kwaliteitsregelingen voor landbouwproducten en levensmiddelen is poularde geslachtsrijpe kip die al eicellen heeft gevormd, maar nog niet aan de leg is.

## Erfelijkheid

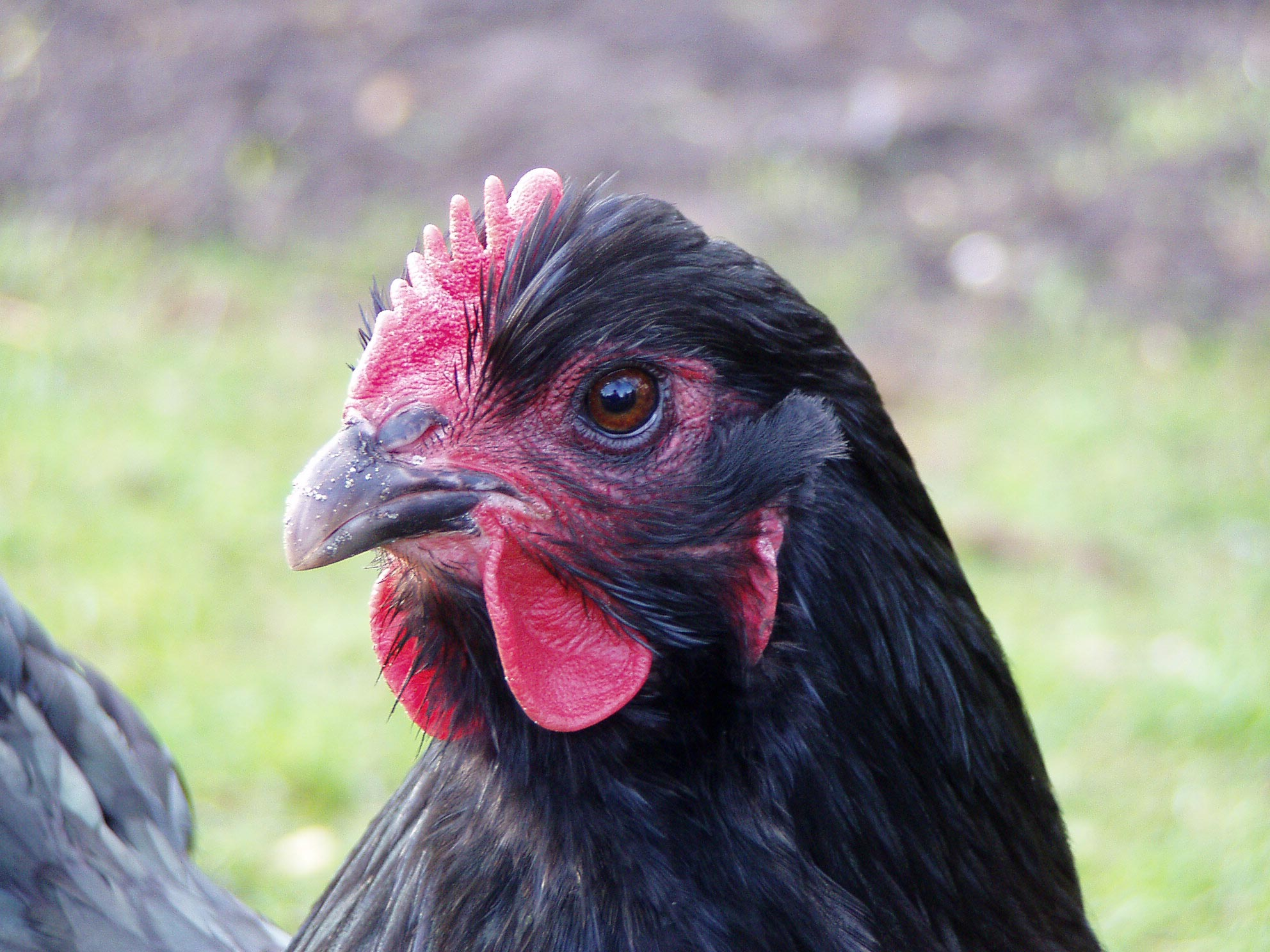
Kop van een Orpington kip

In de loop der eeuwen zijn door het optreden van mutaties en menselijke selectie zeer veel uiterlijk verschillende kippenrassen ontstaan.

### Kleur en tekening
De vererving van kleur en tekening bij het huishoen berust op een groot aantal verschillende genen die de werking van melanine in de veren of delen van veren reguleren. Zij is zowel van belang voor de industriële hoenderteelt als voor de fok van rashoenders. De meeste genetische achtergronden van de erfelijkheid bij kleur en verentekening zijn opgehelderd, vooral door de bewuste ontwikkeling van nieuwe kleurslagen. Veel uiterlijke kenmerken zijn namelijk op één of een combinatie van meerdere bekende genen terug te leiden en beantwoorden aan de regels der genetica.

### Polygene vererving
Veel kenmerken, zoals het gewicht, de groeisnelheid, de legprestatie van de hen en de kraaiduur zijn polygeen. Dit betekent dat de regels van de erfelijkheidsleer niet toetreffen en een selectie op deze kenmerken enkel empirisch plaats kan vinden.

## Voortplanting
Een haan die met een hen wil paren, pakt eerst met zijn snavel een pluk veren achter haar kop, zodat zij niet kan weglopen. Dan duwt hij zijn cloaca tegen de cloaca van de hen aan. De cloaca van de haan stulpt uit, waardoor de zaadcellen in de cloaca van de hen komen. Die bevruchten dan de eicellen in de eileider. De cloaca is een opening onder in de buik van een kip. Nadat de kip het bevruchte ei heeft gelegd, kan het ei op twee verschillende manieren worden uitgebroed. Een broedse hen kan dit doen, of men kan de eieren in een broedmachine uitbroeden. Na 21 dagen (dit kan één tot twee dagen afwijken) zullen de eieren uitkomen. Kuikens die met de broedmachine zijn uitgebroed hebben veel meer aandacht nodig dan kuikens die door een hen zijn uitgebroed. In het laatste geval zorgt de hen voor de kuikens en wijst ze op voedsel. Heeft men kuikens uitgebroed met een broedmachine, dan zal men de kuikens warm moeten houden met een warmtelamp of -plaat.

Het uitkomen van een ei
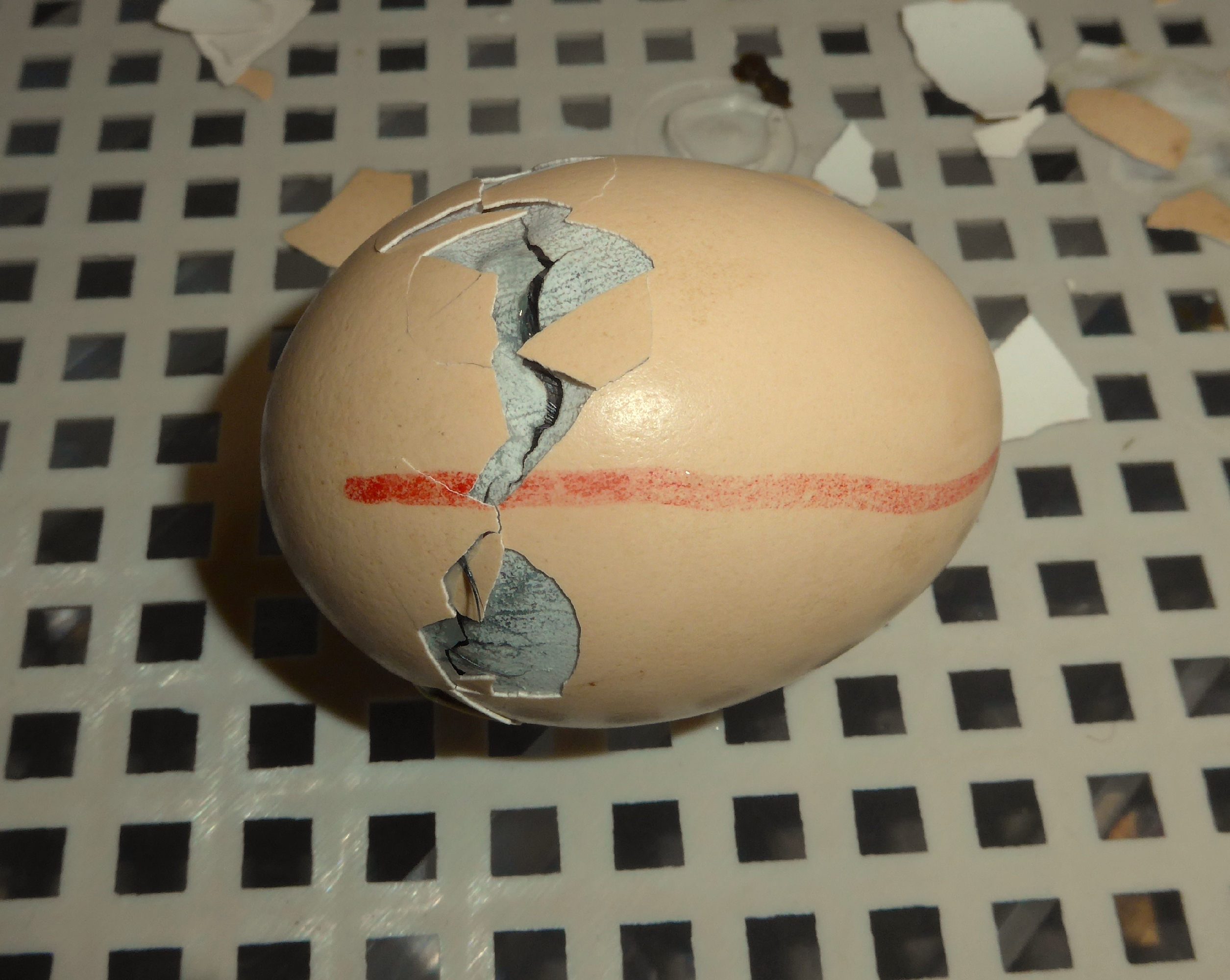
Uitkomst kippenei, schaal rondom aangepikt
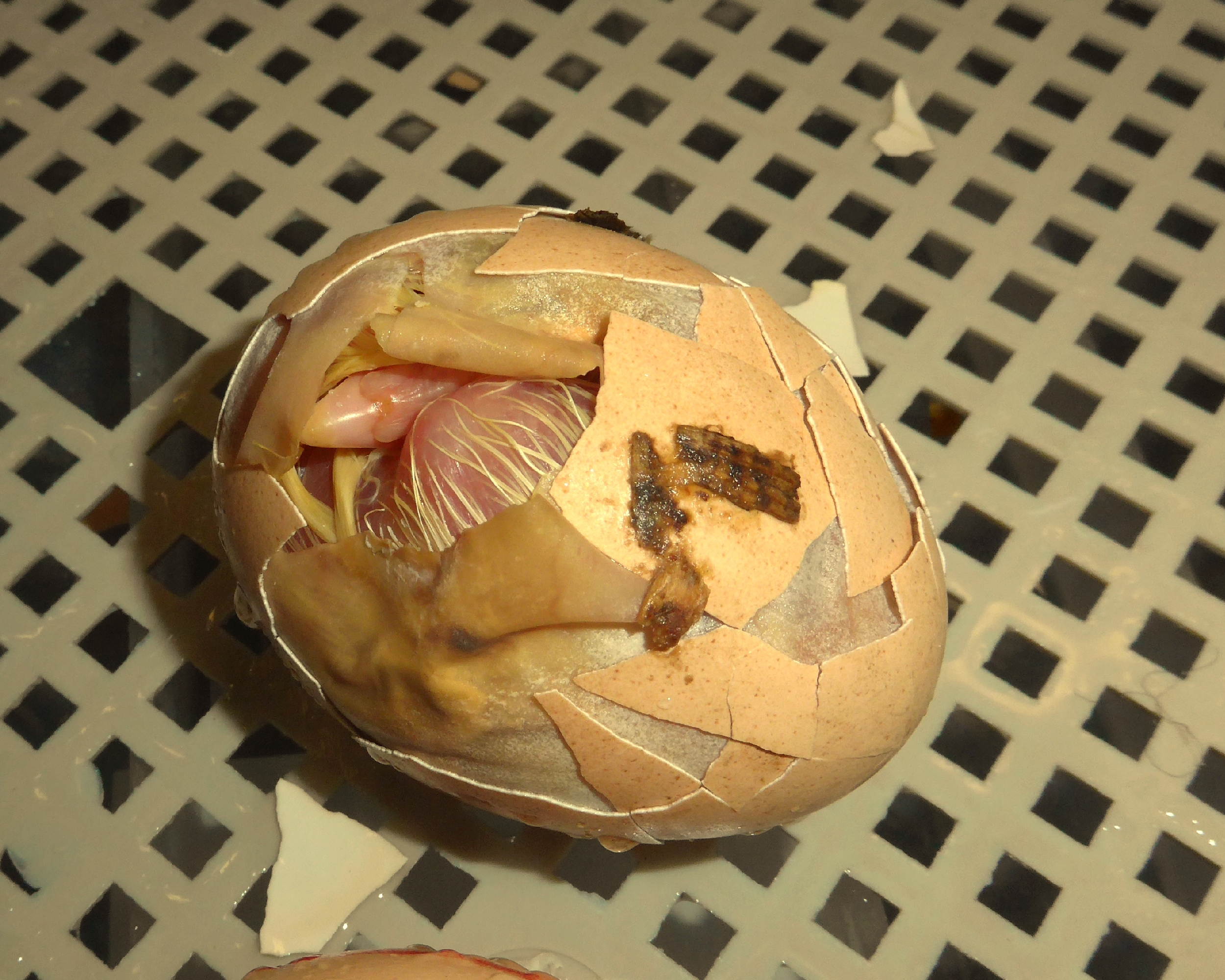
Uitkomst kippenei, verder geopend
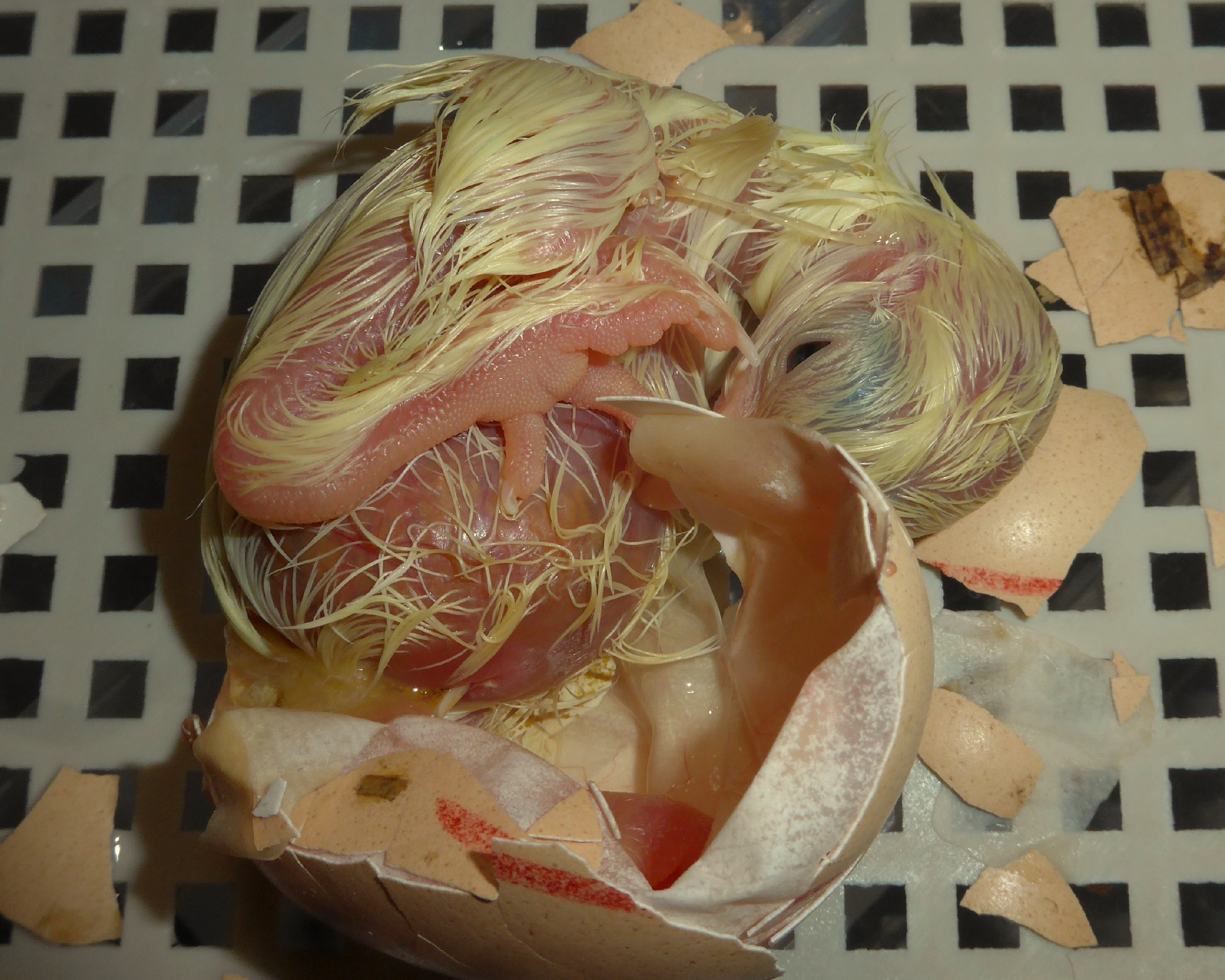
Uitkomst kippenei, kuiken trapt delen uiteen
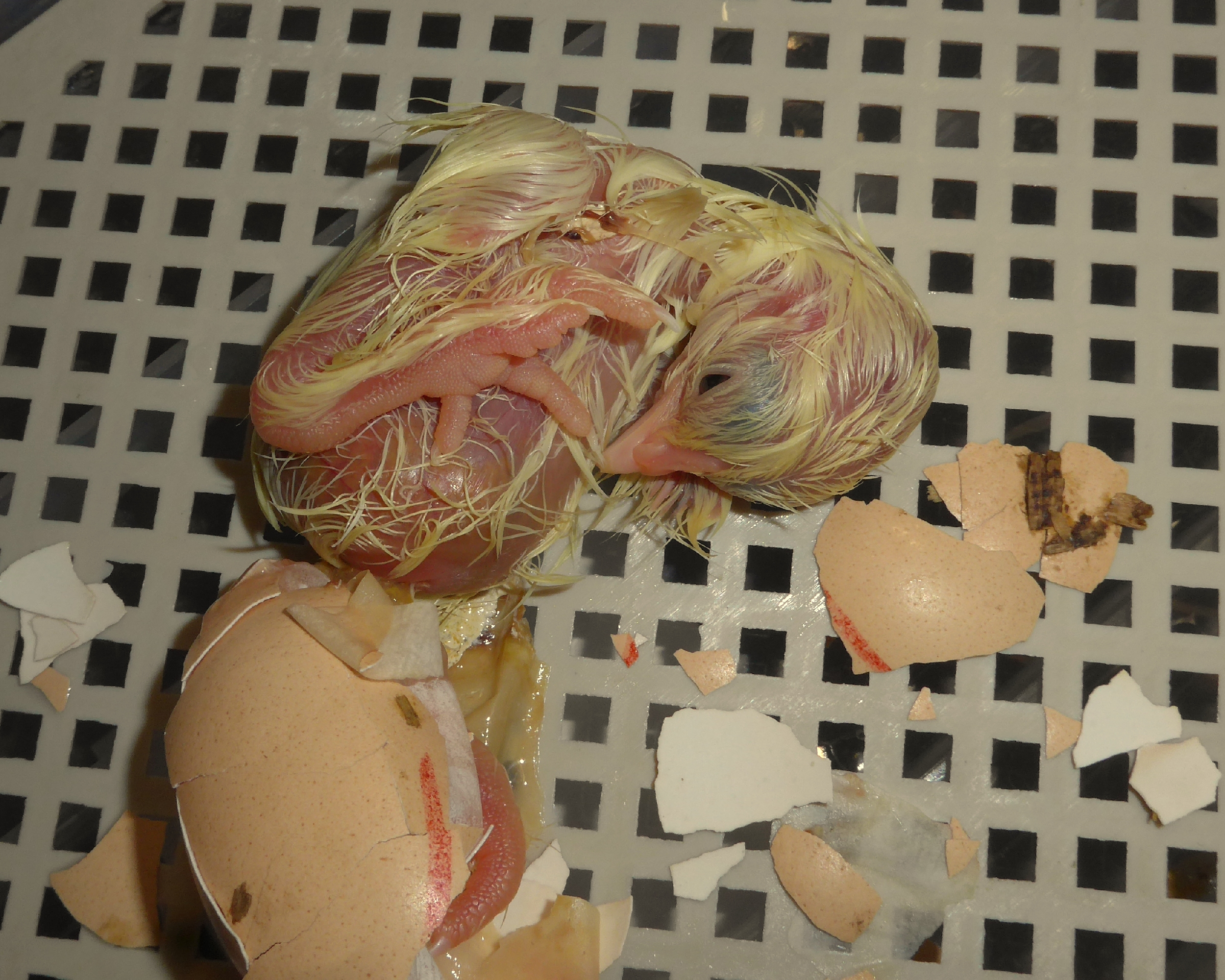
Uitkomst kippenei, rust
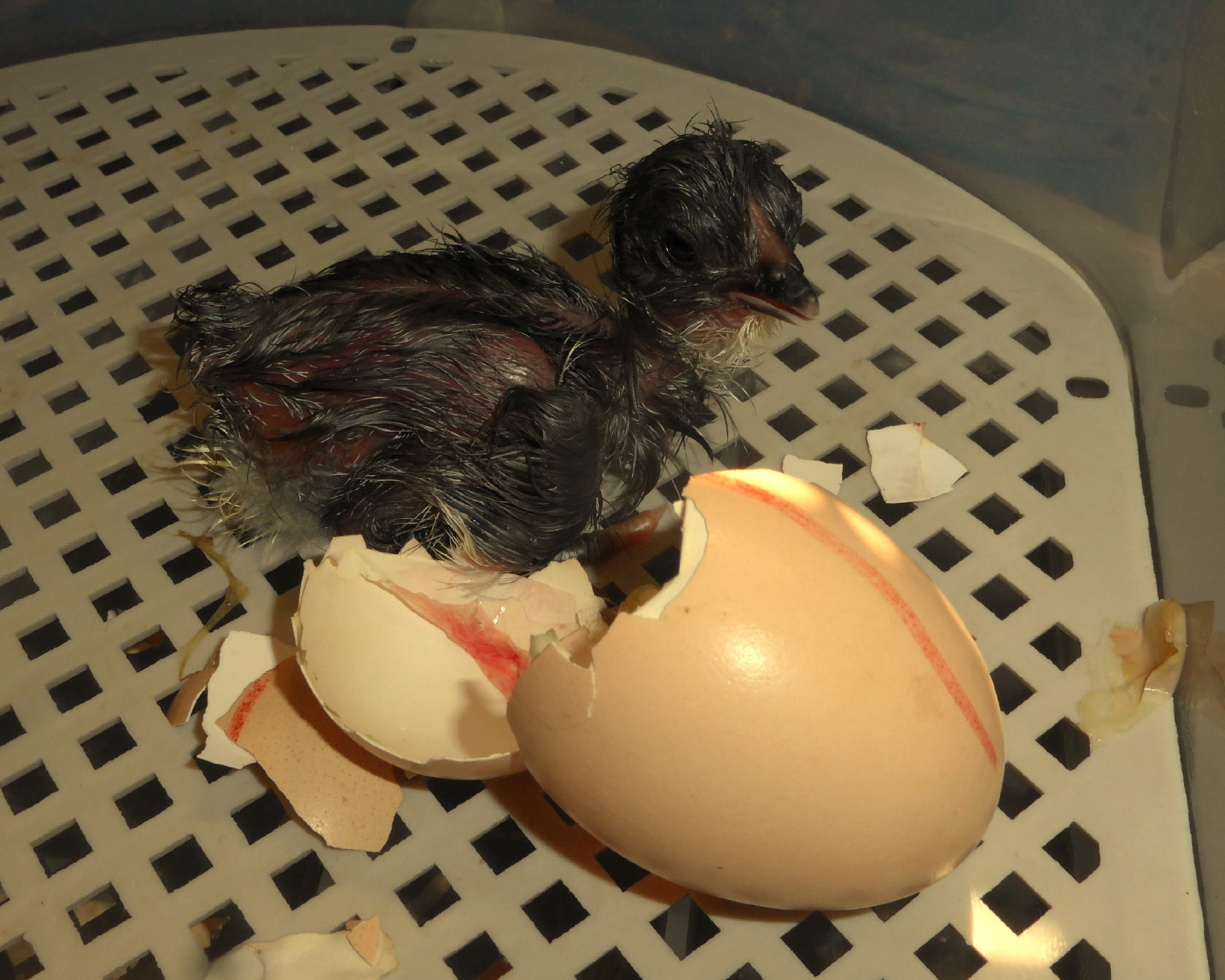
Uitkomst kippenei, drogen

## Broeden

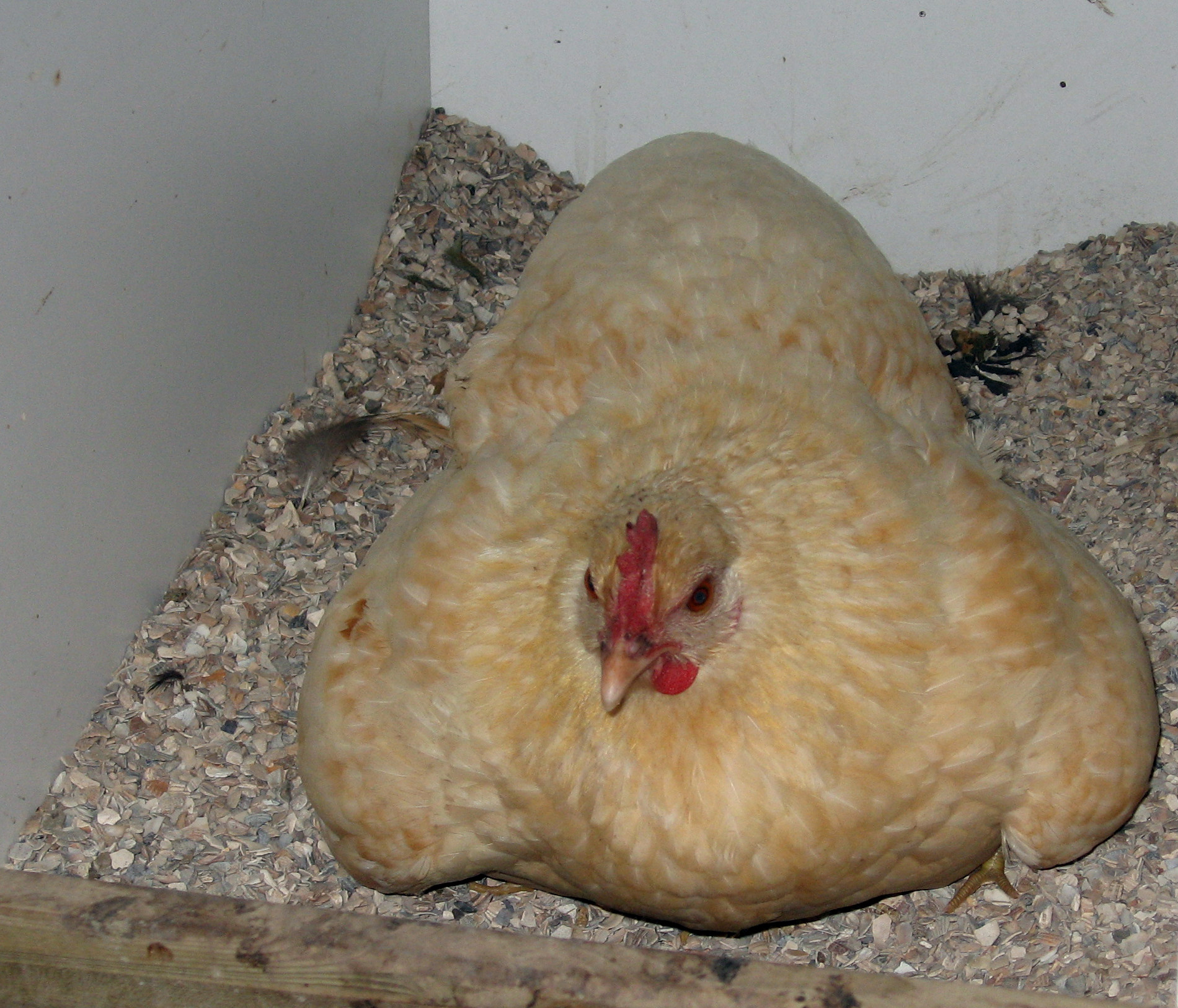
Een broedse hen

Het kan voorkomen dat een hen broeds wordt. Niet alle hennen worden broeds, maar als het gebeurt, gebeurt dit doorgaans in het voorjaar. De kip trekt zich dan terug op de plaats waar zij de eieren heeft gelegd en broedt ze uit. Dit duurt 21 dagen. Gedurende deze periode eet en drinkt de hen niet veel. Ook produceert ze minder ontlasting, zo blijft het nest schoner.
Tijdens de broedperiode stopt de kip met het leggen van eieren. Een broedse hen maakt typische geluiden (het zogenoemde klokken) en verlaat het nest zelden om te drinken, te eten of een stofbad te nemen. Ze houdt de eieren op een constante temperatuur (een kip heeft een lichaamstemperatuur van 41 °C) en keert de eieren op bepaalde tijdstippen.
Als er geen eieren uitkomen, verlaat de broedse kip het nest meestal na verloop van tijd. Er zijn echter ook gevallen bekend waarbij de kip zich letterlijk doodbroedt.

## Kuiken

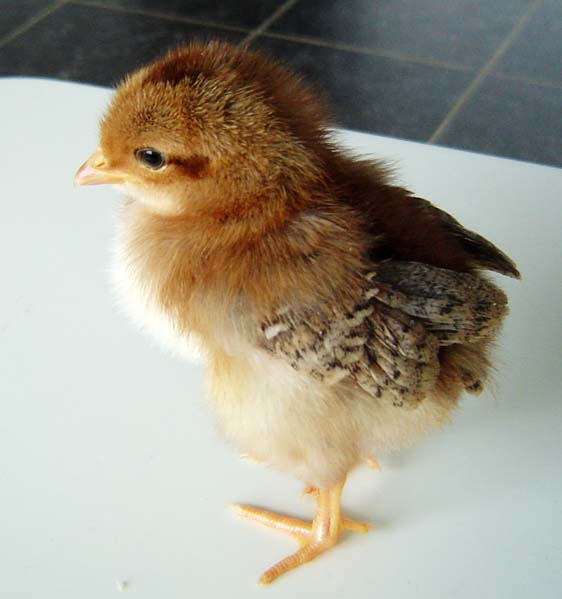
Kuiken Leghorn (2 weken oud)

Een ongetraind mens kan aan de buitenkant van het kuiken moeilijk tot niet zien of het een vrouwelijk of een mannelijk kuiken betreft. Bij sommige rassen is het onderscheid te maken aan de hand van de kleur van het kuiken, bij andere rassen is het mannelijke kuiken groter dan het vrouwelijke.
Kippenkuikens zijn erg kwetsbaar en niet gezegend met een grote intelligentie. Ze zijn een gemakkelijke prooi voor roofvogels, katten en andere carnivoren en kunnen verdrinken in een waterbak of slootje. De moederkloek zal echter proberen haar jongen te beschermen. Kuikens kunnen nadat ze uit het ei gekropen zijn meteen lopen, eten en piepen. Ze zullen de eerste dagen vooral doorbrengen in het zachte, warme dons van de moederkloek; daarna zullen ze meer zelfstandig op stap gaan. Als de moeder vindt dat de jongen te eigenwijs zijn, zal ze ze door middel van haar geklok terugroepen.
Aanvankelijk bestaat de vacht van een kuiken uitsluitend uit dons, maar al na enkele dagen verschijnen de eerste veertjes.

## Ei

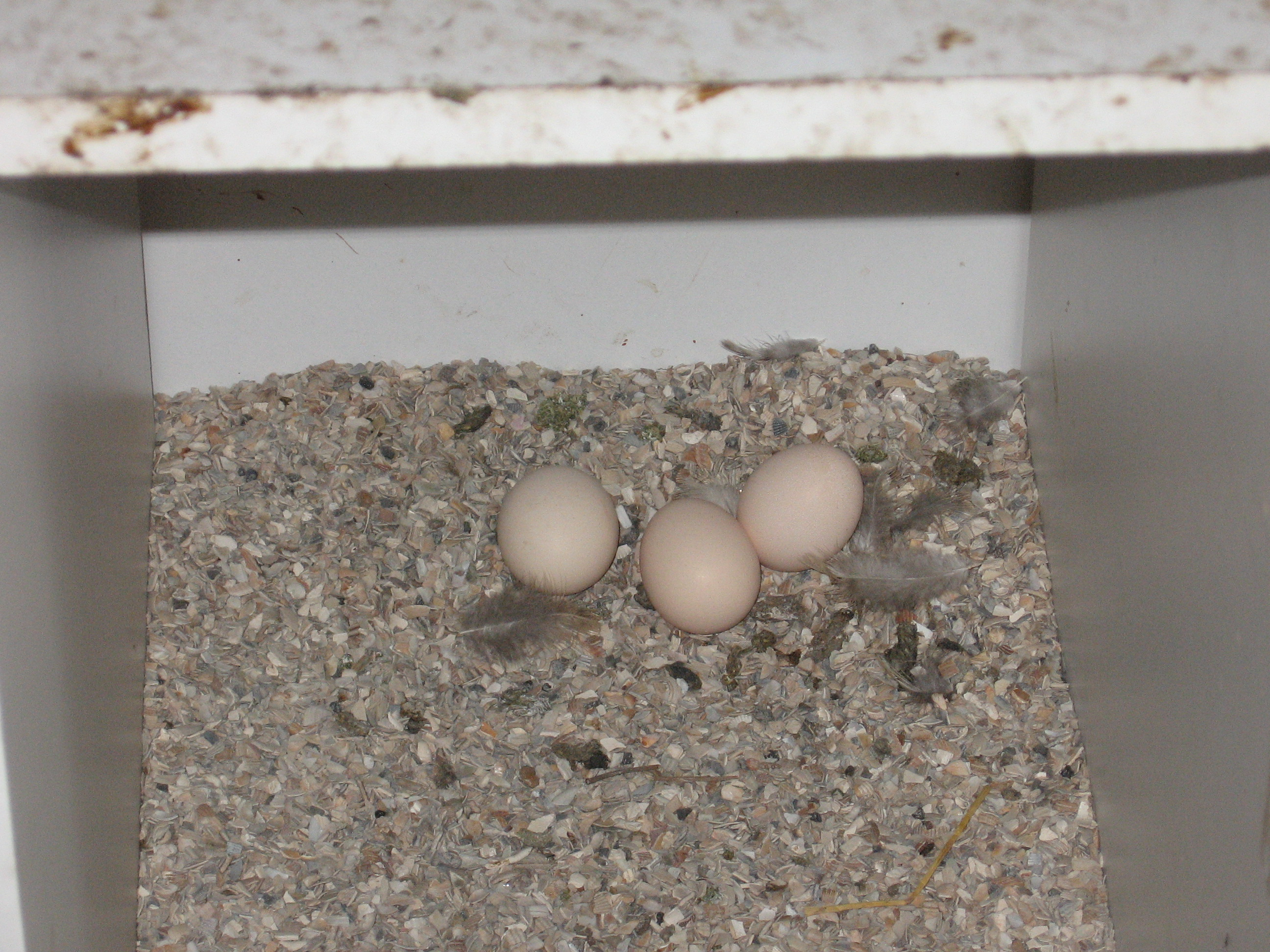
Eieren in een legbak

Een hen doet er ongeveer 25 uur over om een ei te maken.
Als de eicel bevrucht is door een zaadcel, vormt het ei een bescherming voor het kuiken. Het embryo voedt zich met het eigeel en het eiwit en na 21 dagen broeden komt het kuiken uit het ei. Een eicel rijpt in zeven tot tien dagen tot dooier, deze bevindt zich later in het centrum van het kippenei. De dooier gaat door de eileider op weg naar buiten. Doordat het ei door de eileider wordt voortgestuwd, wordt de voorkant puntig, de achterkant blijft stomp. Alles bij elkaar duurt het ontstaan van een ei ongeveer 25 uur, van eicel tot ei.
De volgende dag gebeurt hetzelfde en zodoende legt een kip bijna elke dag een ei.

### Eicel
Het proces begint met de enkele duizenden onrijpe eicellen die de kip bij haar geboorte in haar eierstok heeft (een kip heeft één actieve eierstok en een embryonale). Als de hen geslachtsrijp is, worden deze eieren een voor een rijp. Een eicel rijpt in zeven tot tien dagen tot dooier waarna de ovulatie plaatsvindt. De ovulatie is het startsein voor de opbouw van de rest van het ei. De eicel, genesteld in de nu voltooide dooier, wordt afgestoten door de eierstok en komt terecht in de trechtervormige opening van de eileider.
De eileider is een holle, gekronkelde, flexibele buis met een lengte van ongeveer 75 centimeter. De binnenwand van deze buis bestaat uit klierweefsel, dat verschillende eiwitlagen rond de dooier afzet.
Als de hen in de afgelopen weken gepaard heeft, zal het boveneinde van de eileider sperma bevatten, waardoor de eicel bevrucht kan worden.

### Dooier
Na ongeveer 15 minuten verdikt het dooiervlies.
De dooier is een kogelronde bal van 3 tot 4 centimeter doorsnee en draait in de eileider rond met de draai-as in de lengterichting van de eileider. De kleur van de dooier varieert van geel tot oranje, afhankelijk van de voeding die de dieren hebben gehad. De kleur van de dooier wordt donkerder naarmate er meer caroteen in het voer van de kip zit. Caroteen zit onder andere in wortel. Als de kip dan maar één of twee keer per dag eet, in plaats van de hele dag door, zijn in de eierdooier duidelijk laagjes pigment te onderscheiden. In de dagen voor de ovulatie neemt de eierdooier sterk in grootte toe: er moeten immers voldoende voedingsstoffen in opgeslagen worden voor de broedperiode van drie weken.
Een dooier is eigenlijk een eicel met veel reservevoedsel. Bijna iedere dag komt er een nieuwe dooier in het begin van de eileider.

### Eiwit
Ongeveer een kwartier na de ovulatie bewegen eicel en eidooier zich naar een ander gedeelte van de eileider, waar binnen enkele uren zich vier afwisselend dikke en dunne lagen eiwit over de eierdooier vormen. Bij de eerste laag worden de hagelsnoeren gevormd, dit zijn de strengen waarmee de eierdooier aan de eierschaal vastzit en in het midden van het ei gehouden wordt. In het volgende gedeelte van de eileider worden eidooier en eiwit gewikkeld in twee sterke, dunne vliezen die bijna geheel aan elkaar vastzitten. Er is één open plekje, waar zich later een luchtbel zal vormen om het kuiken van de eerste ademteugen te voorzien. De vliezen dienen voornamelijk als bescherming tegen bacteriën. Gedurende de volgende vijf uur wordt het ei opgepompt met water en zouten die uit de eileiderwand door de vliezen in het eiwit gevoerd worden. Het draaien van het ei gaat nog door in het laatste deel van de eileider.

### Schaal
Als daarna de schaalafzetting begint, worden de vliezen strak gespannen, doordat het eiwit nog wat vocht opneemt. Aan de zijkanten wordt het ei daarbij ingedrukt door de cilindervormige eileider. Zo ontstaat de kenmerkende cirkelvormige doorsnede van het ei. De uiteinden gaan bol staan door de spanning van de vliezen. De bolvorm ontstaat vanzelf. Het is de vorm waarbij de spanning gelijkmatig over het vlies wordt verdeeld.
De vorming van de eischaal duurt ongeveer veertien uur. De schaal bestaat voor ongeveer 4% uit eiwit en voor 95% uit calcium-carbonaat. Tevens zit er nog wat magnesiumchloride en calciumfosfaat in de eischaal. In de eigang wordt de kleurstof van de eischaal gemaakt en aangebracht. Als laatste komt er een soort wasachtige laag om het ei, waardoor vochtverlies wordt tegengegaan.
In de schaal zitten tienduizend luchtgaatjes. Door die gaatjes komt zuurstof in het ei en verlaten koolstofdioxide en water het ei.

### Leg
Een hen kan in principe het hele jaar door leggen, behalve als ze broeds is, in de rui is of ziek is. De energie wordt dan in het nieuwe verenpak of in het herstel van een ziekte gestoken.
In de maanden december en januari komt de leg op een laag pitje te staan. Dit is de donkerste periode van het jaar en is voor de hen een periode om een beetje tot rust te komen en energie te verzamelen voor het voorjaar om dan weer veel eieren te leggen en eventueel te broeden. De meeste kippenrassen in Europa zijn zomerleggers en maken in de donkere maanden een lange pause. Veel aziatische rassen en leghybriden neigen ertoe het hele jaar door te leggen, vooral met aangepast kunstlicht.
Kippen hebben een open bekken. Dit betekent dat de schaambeenderen niet gesloten zijn aan de onderzijde. Daardoor is er genoeg ruimte voor een ei. Het ei zelf treedt uit de cloaca, de gemeenschappelijke uitgang die anus, vagina en urethra verenigt.
Een hen legt de meeste eieren in het tweede levensjaar, daarna gaat de eierproductie - afhankelijk van genetische aanleg en ras - langzaam achteruit.

### Vorm
Een kippenei is ovaal. 'Ovaal' is afgeleid van het Latijnse woord ovum, dat ei betekent. Eigenlijk staat in het eerste zinnetje: een ei is eivormig. 'Ovum' is afgeleid van het Latijnse woord avis, dat vogel betekent. Ovum is 'het ding van de vogel'.
Doordat het ei door de eileider wordt voortgestuwd, wordt de voorkant puntig, de achterkant blijft stomp.

### Kleur
De meeste eieren zijn lichtbruin of wit. Er zijn echter ook groenleggers die blauwe of groene eieren leggen en rassen die donkerbruine eieren produceren (bijvoorbeeld de Marans). De kleur wordt in de eileider aangebracht en is karakteristiek voor het ras.

### Inhoud van het ei
In elk ei zit een luchtkamer die tijdens het broeden groter wordt naarmate het embryo zich verder ontwikkelt. Hieraan kan afgemeten worden hoe ver de ontwikkeling gevorderd is.
Een ei bevat ongeveer dertien procent eiwit, elf procent vet, veel mineralen (vooral ijzer) en veel vitamines A, B en D. De rest is water.
Eiwit vormt samen met water het belangrijkste bestanddeel van het wit van het ei. De andere stoffen zitten in de dooier (het eigeel). De eidooier bevat overwegend onverzadigde vetzuren. In het eigeel zit ook cholesterol. De voedingswaarde van het ei kan enigszins worden gestuurd door de samenstelling van het voer te veranderen.
| Een ei van 60 gram bevat: | Een ei van 60 gram bevat: |
| ------------------------- | ------------------------- |
| Energie                   | 356 KJ/87kcal             |
| Eiwit                     | 8 gram                    |
| Vetten                    | 9 gram                    |
| Natrium                   | 90 milligram              |
| Kalium                    | 90 milligram              |
| Calcium                   | 36 milligram              |
| Fosfor                    | 135 milligram             |
| IJzer                     | 1,2 milligram             |
| Vitamine A                | 0,12 milligram            |
| Vitamine B1               | 0,1 milligram             |
| Vitamine B2               | 0,2 milligram             |
| Vitamine B6               | 0,1 milligram             |

### Afwijkingen

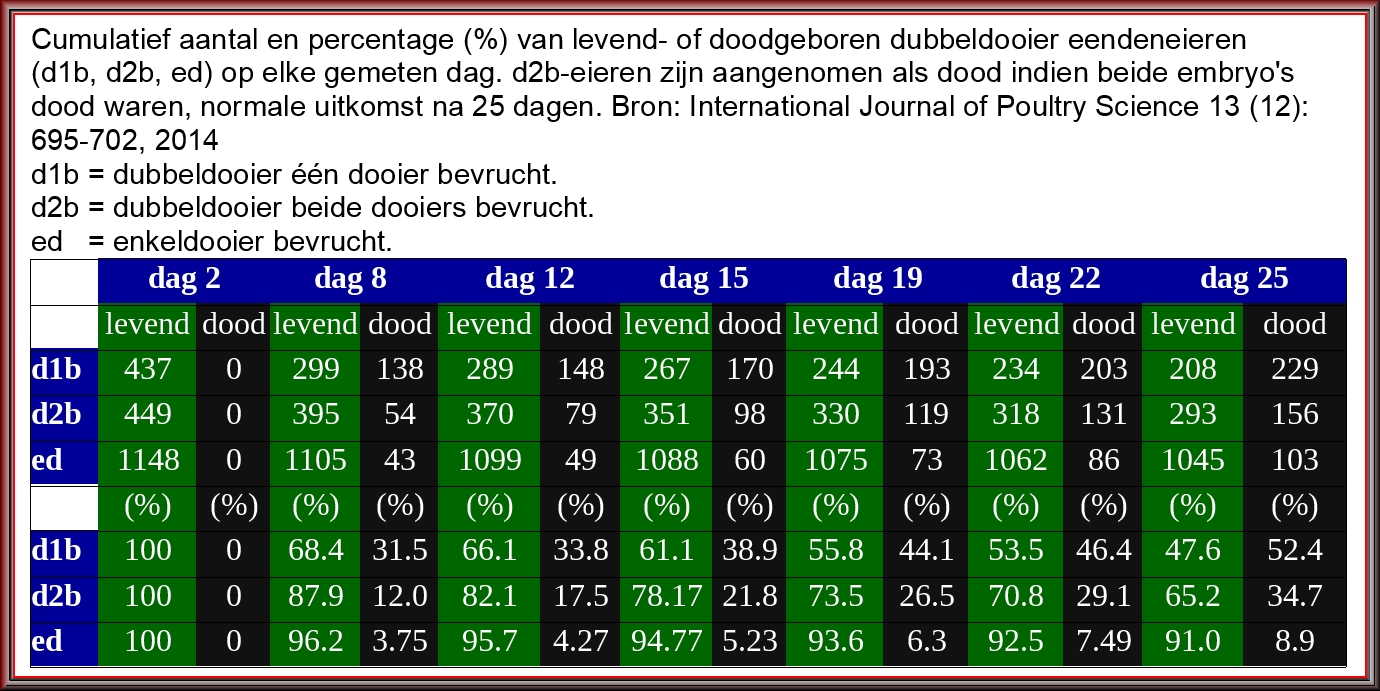
Eendeneieren dubbeldooiers uitkomst tabel

- Soms komen twee eicellen (dooiers) tegelijk vrij in de eileider van de hen. Zo'n ei heet een dubbeldooier. Een dergelijk ei zal, als het wordt uitgebroed, nooit twee gezonde kuikens kunnen bevatten. Er zijn echter ook kippen geselecteerd die alleen maar eieren met een dubbeldooier leggen.[18] Het selecteren op dubbeldooiers lijkt erg lastig, omdat uit dubbeldooiers vrijwel nooit kuikens worden geboren. De dubbeldooiers worden meestal gelegd door jonge hennen aan het begin van de legperiode.[19]
- Soms legt een hen een ei zo groot als een duivenei. Zo'n ei ontstaat, doordat een stukje eiwit zich losmaakt van de wand van de eileider. Om dat eiwit vormt zich vervolgens een eivlies en een schaal. Zo'n ei wordt ook wel een 'scheet' of 'hanenei' genoemd.
- Soms heeft een ei wél een vlies maar géén schaal. Dit noemt men een windei.
- Soms scheurt er een klein bloedvaatje in de eierstokken van de kip waardoor er wat bloed in het ei terecht kan komen. Het is een misverstand te denken dat een dergelijk ei bevrucht zou zijn.
- De schaal van een ei kan onregelmatig van kleur zijn, wat verder geen betekenis heeft. De schaal kan echter ook onregelmatig gevormd of onregelmatig van dikte zijn. Voor de consumptie vormt dat geen nadeel, maar zo'n ei is als broedei ongeschikt. Veelal breekt de schaal voortijdig of het kuiken slaagt er niet in de schaal te openen.

Afwijkingen
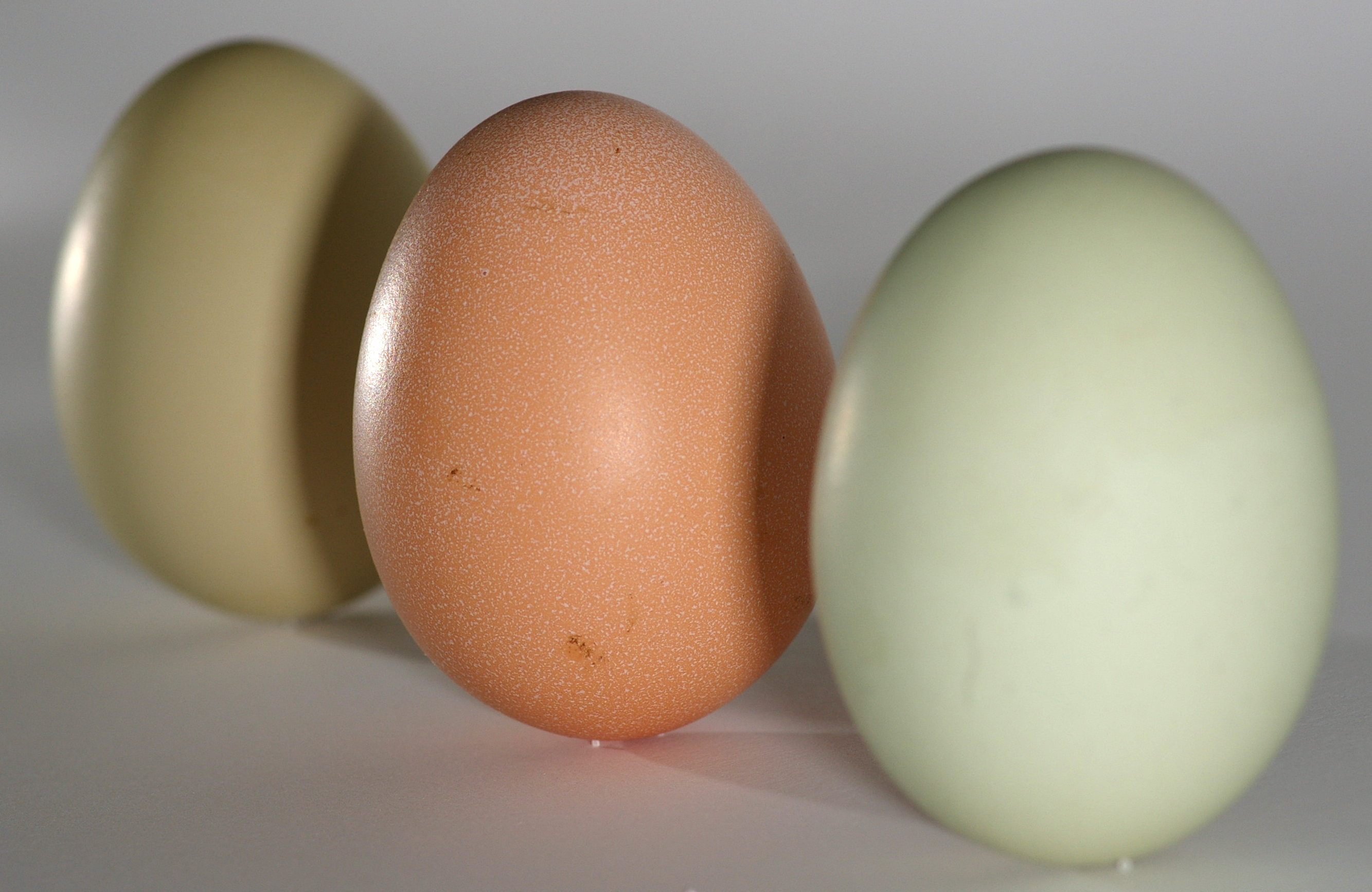
Eieren in verschillende kleuren
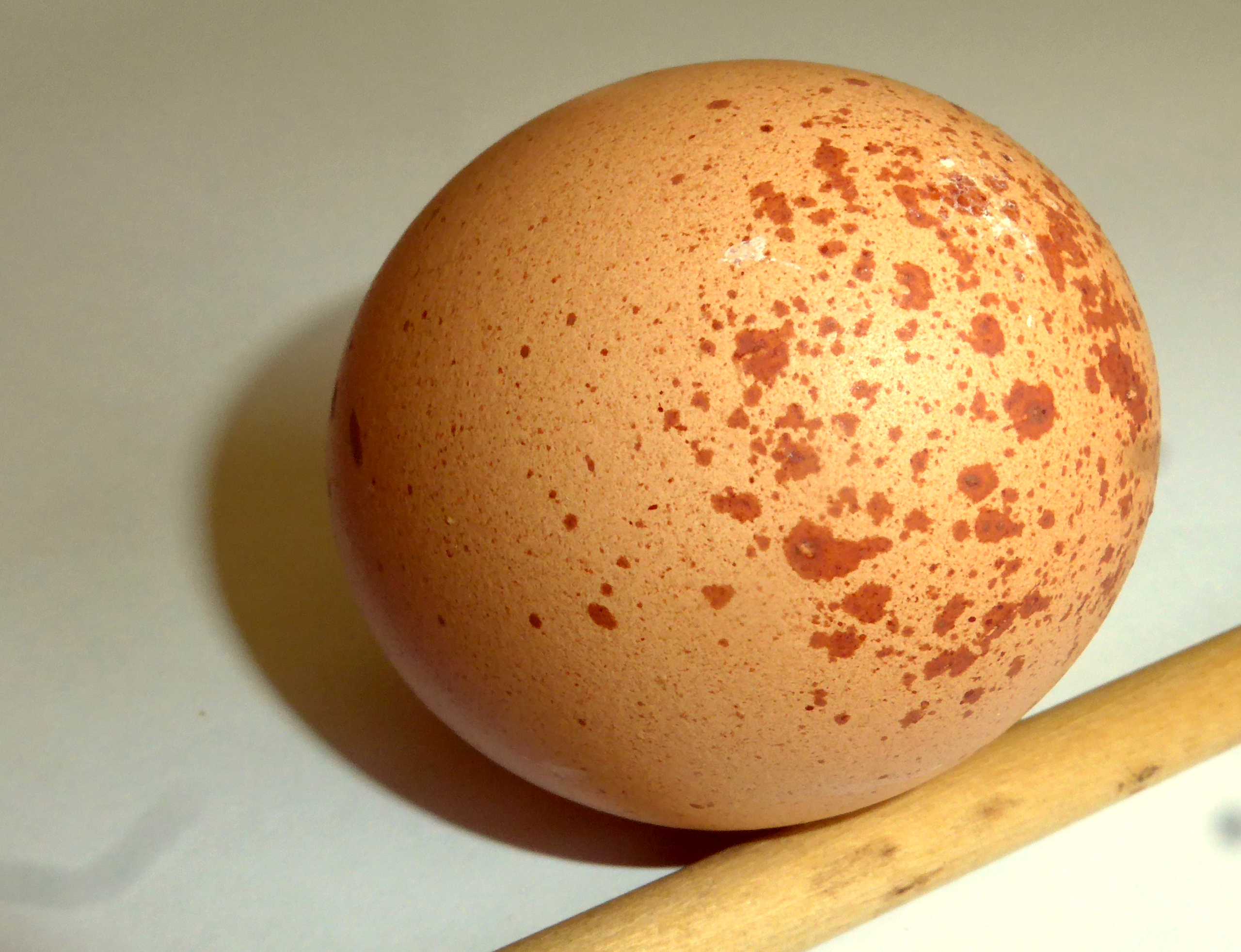
Ei met kleurafwijking
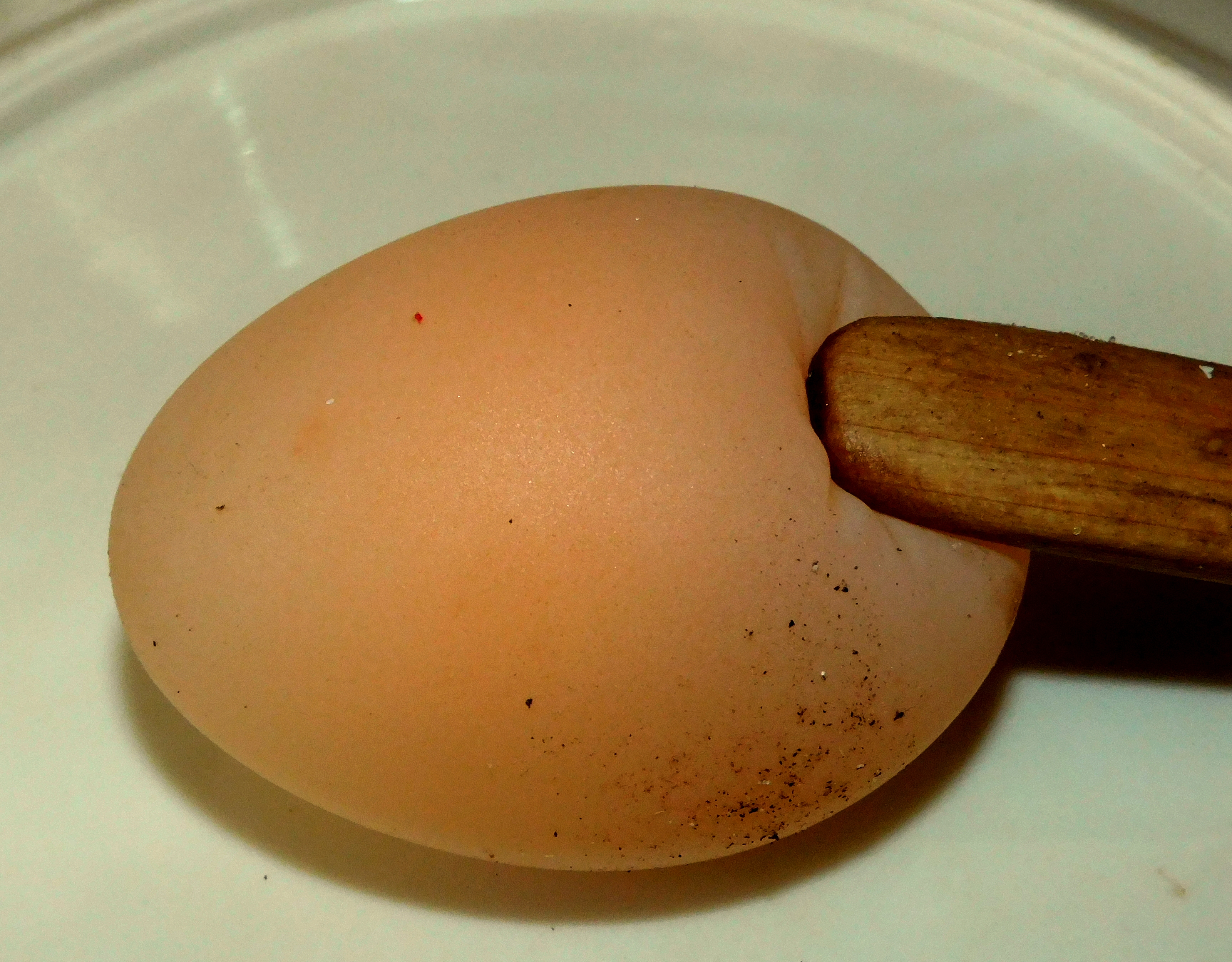
Windei, het is eenvoudig het ei in te drukken
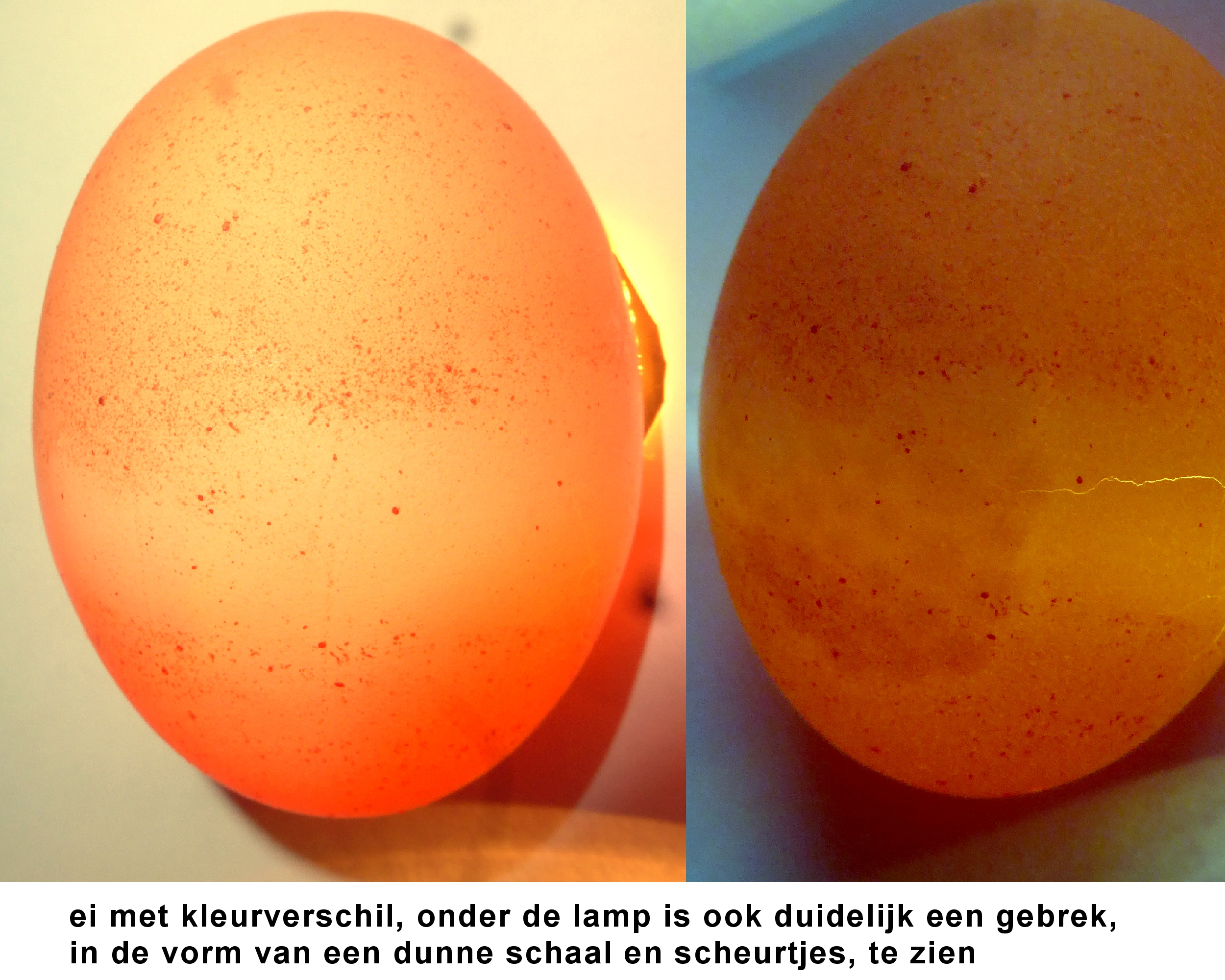
Ei met kleurafwijking, onder de lamp is ook duidelijk een gebrek, in de vorm van dunnere schaal en scheurtjes, te zien
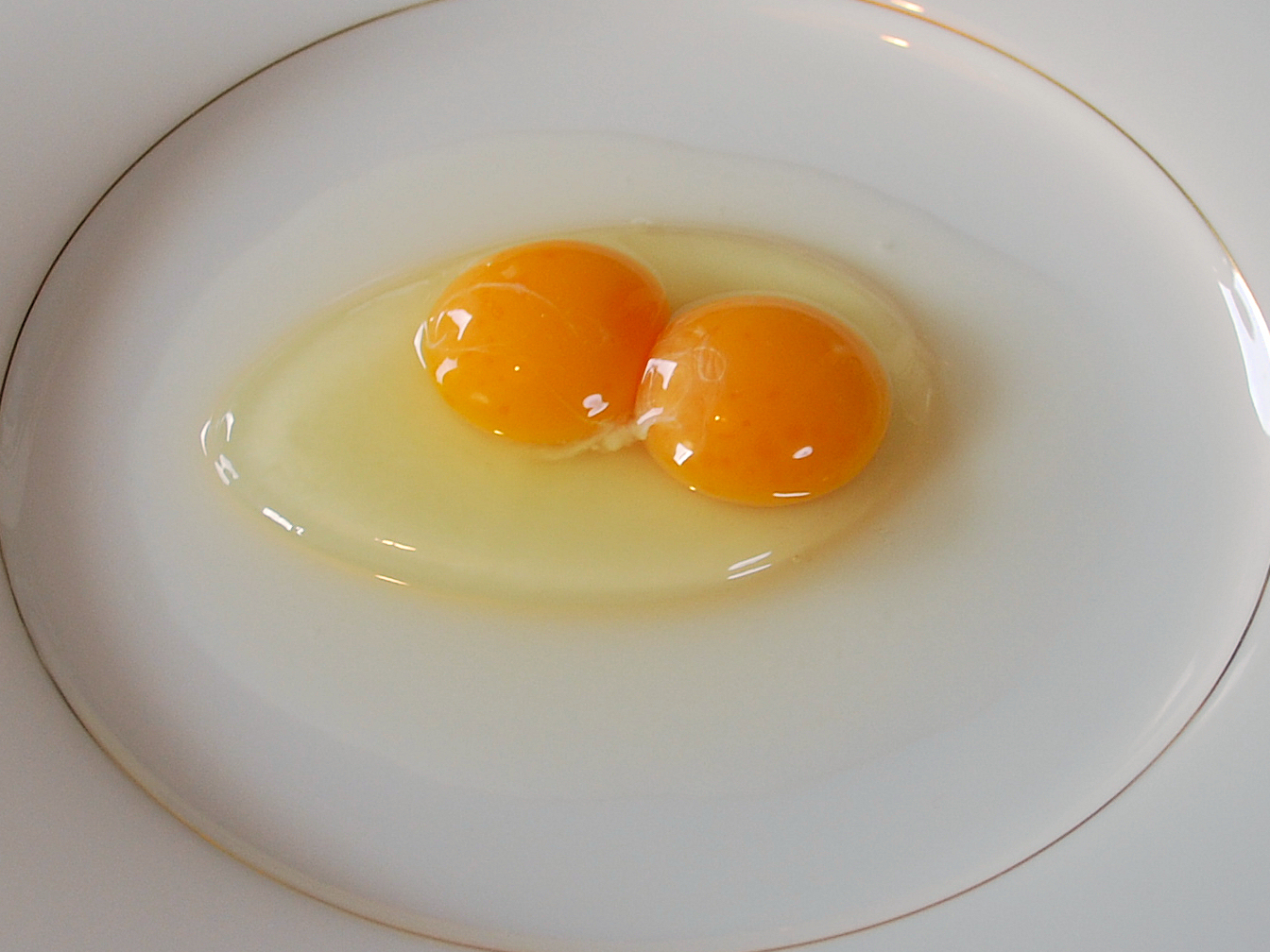
Dubbeldooier
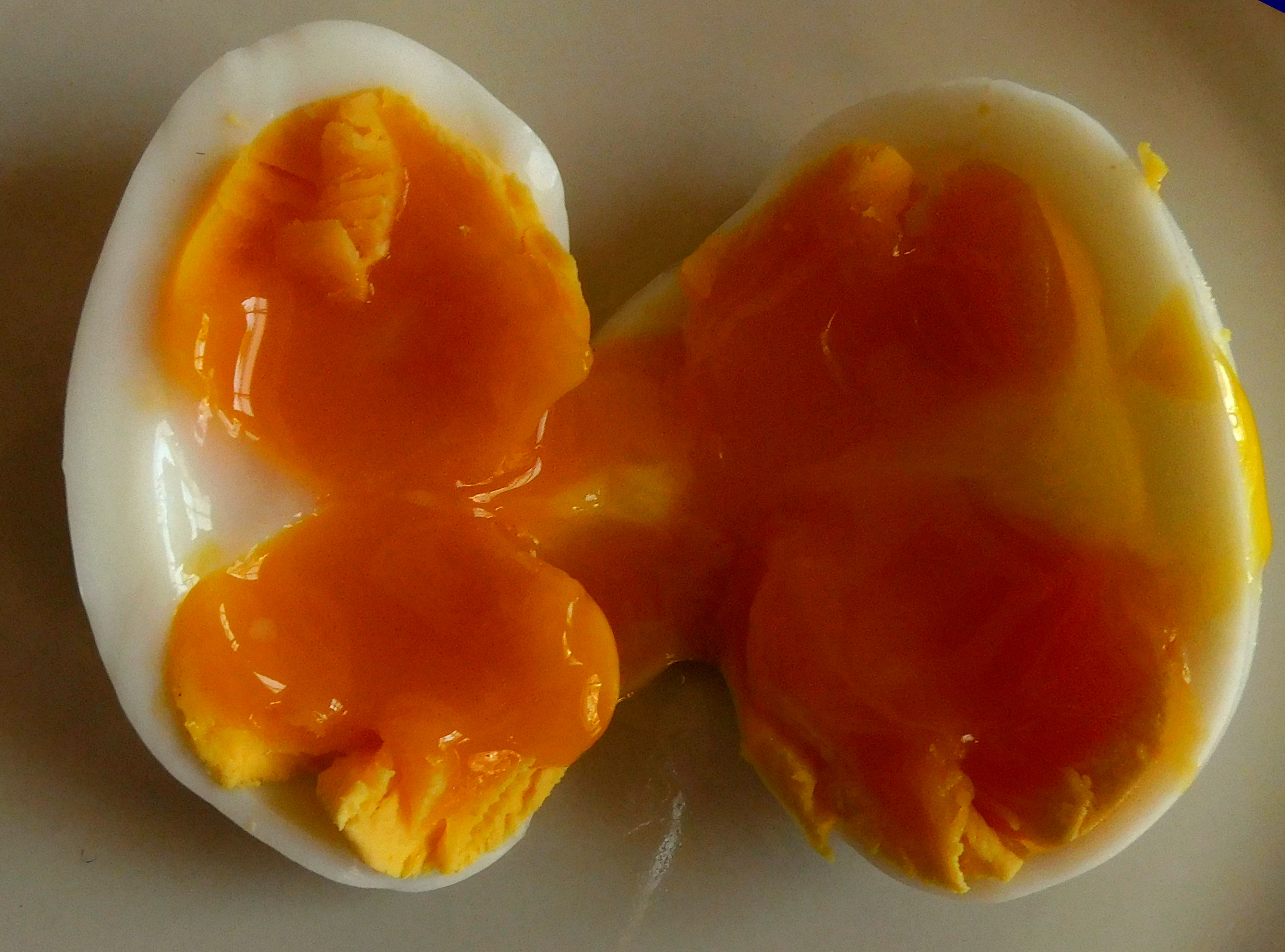
Dubbeldooier
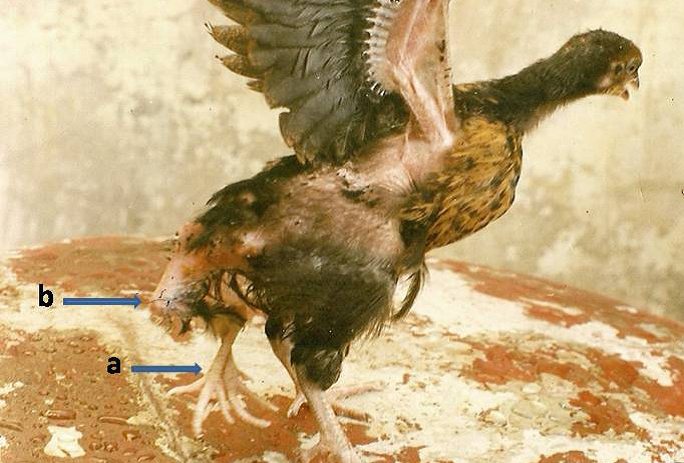
Kip geboren uit dubbeldooier met niet gescheiden dooiers (polymelia)
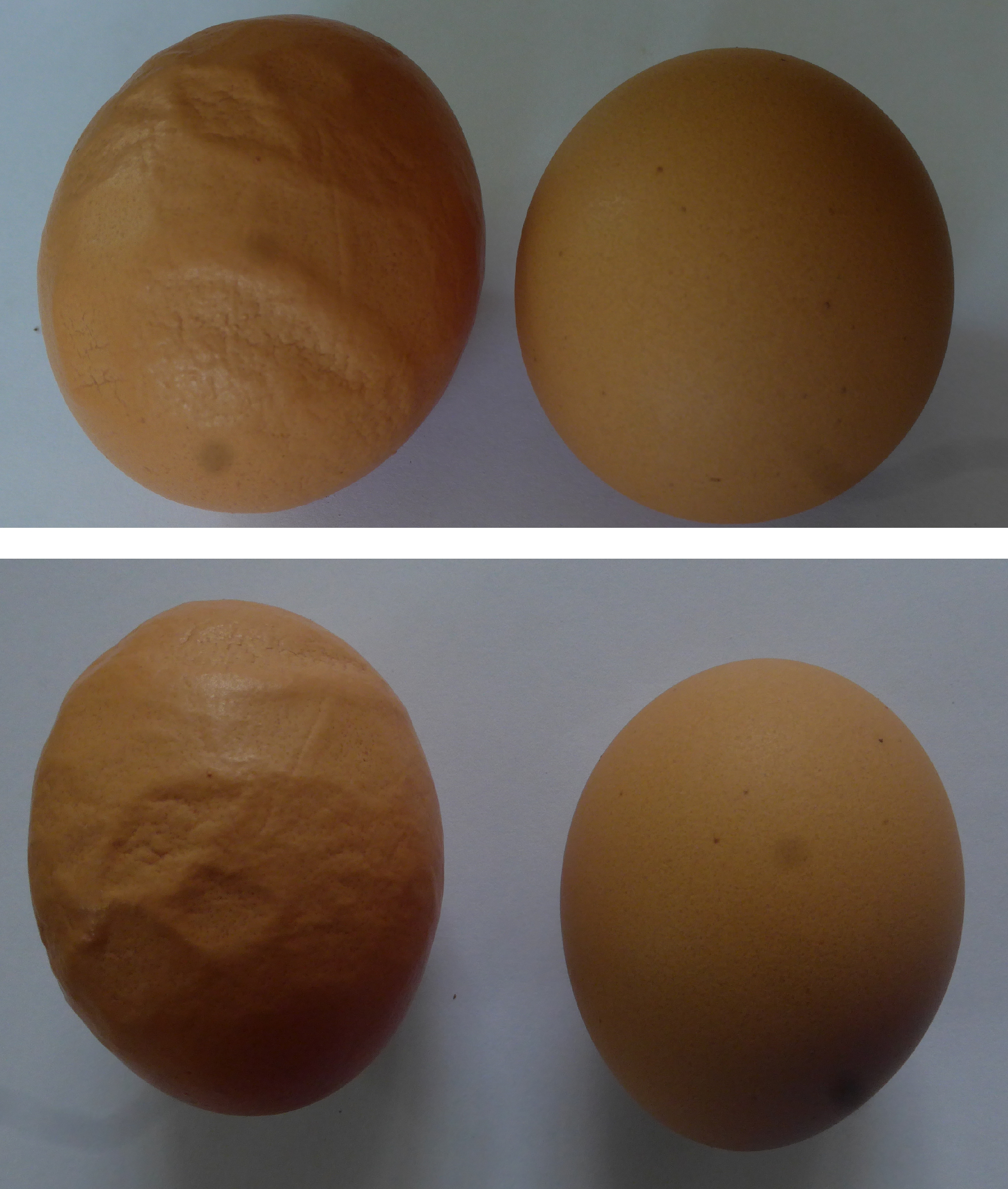
Ei met onregelmatige en normale schaal

## Bijzondere hoendersoorten

### Zijdehoen of wugu-ji
Een van de apartste kippensoorten is het zijdehoen of wugu-ji, ook wel Neger- en Morenhoender genoemd vanwege zijn zwarte huid. Het zijdehoen is fibromelanotisch en bezit bovendien zwart vlees en zwarte botten. Het zijdehoen heeft een aparte vacht, die meer op haar lijkt dan op veren. Ook heeft het zijdehoen vijf tenen aan de voeten in plaats van de gebruikelijke vier. De tenen zijn voorzien van lange klauwen. Ook aan de armen (vleugels) heeft het zijdehoen vier vingers, waarvan er twee aan elkaar gegroeid (zoals bij elke vogel) en nog een gewone vinger en een extra vinger. De laatste twee vingers hebben klauwen. De oorsprong van het zijdehoen is onduidelijk en wordt zowel in India als op Java vermoed.

### Gallus giganteus
Waarschijnlijk heeft er ooit een reuzenhoen bestaan: het reuzen(vecht)hoen Gallus giganteus. Over dit hoen is weinig bekend. Het zal reeds een lange tijd uitgestorven zijn en zal eruitgezien hebben als de Maleier, een oeroud vechthoender met lange grote poten, een sterke snavel en een walnootkam. Waarschijnlijk stamt de Maleier af van Gallus giganteus, alleen zal Gallus giganteus veel groter zijn geweest, alhoewel de Maleier vroeger al een schedelhoogte van 90 cm had.

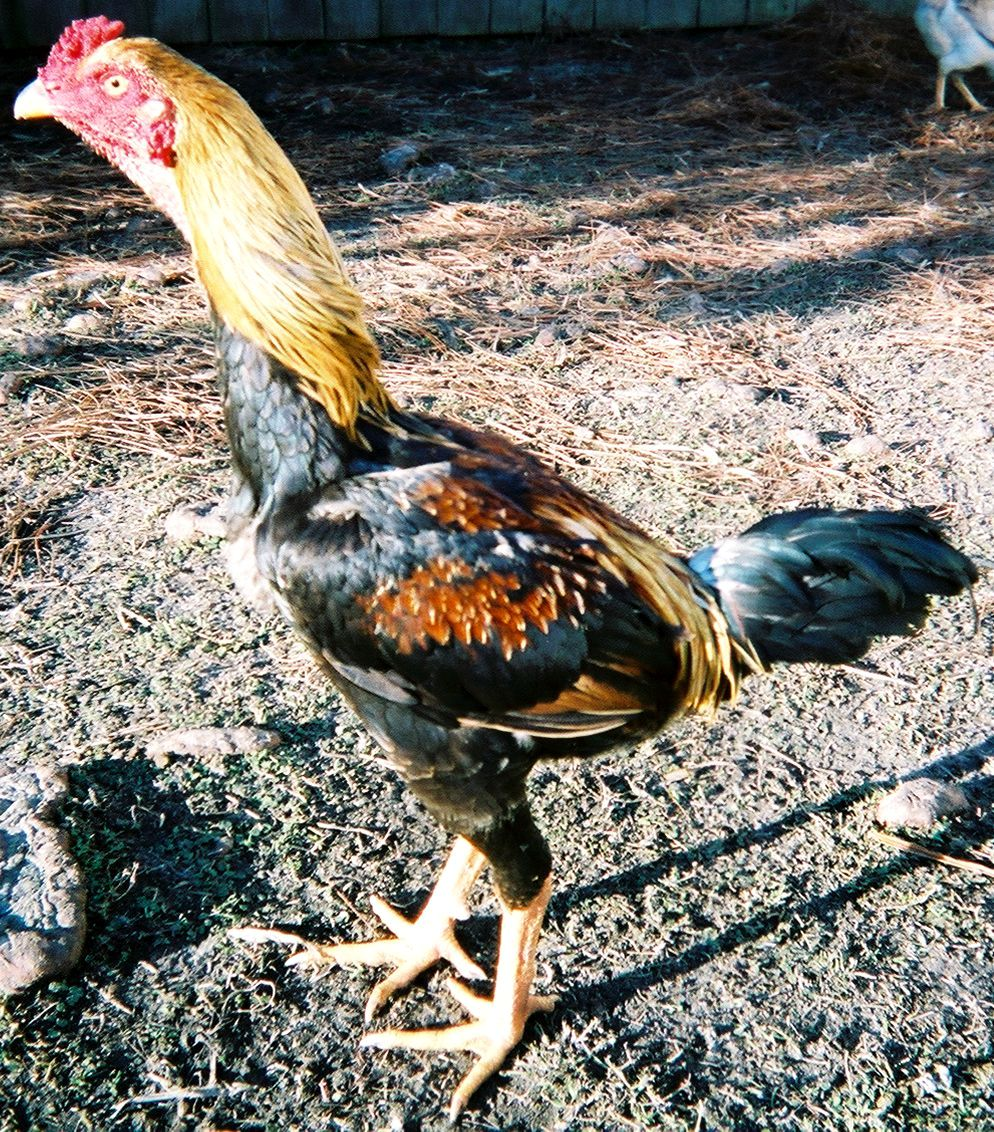
Saipanhoen (haan)

### Saipanhoen
Amerikaanse mariniers ontdekten in de Tweede Wereldoorlog op het eiland Saipan, in het zuidelijke gedeelte van de Grote Oceaan, een ogenschijnlijk in het wild levend zeer groot en fors junglehoen van een Maleierachtig vechthoendertype. Op initiatief van de mariniers werden na het beëindigen van de oorlog enige exemplaren naar Noord- en Zuid-Amerika verscheept, in het bijzonder naar Braziliaanse belangstellenden. Dr. J.D. Burnette uit Olmsted Falls (Ohio), een van de grootste gangmakers en verbreiders van dit ras, vermeldt sensationele gewichtslimieten van 4,36-9,68 kg voor de haan en 2,9-7,26 voor de hen. Tegelijkertijd ziet Dr. Burnette in de Saipan Junglehoenders het levende bewijs dat de Gallus giganteus nooit uitgestorven is.

Echter in internationaal verband zal bewezen moeten worden dat de opgegeven mammoetgewichten ook werkelijk gerealiseerd kunnen worden. In dat verband stemmen de verschillen van 5 kg tussen minimum- en maximumgewicht, iets wat bij andere hoenders niet aangetroffen wordt, tot nadenken. In sommige gevallen zouden opgerichte Saipanhanen een schedelhoogte bereiken van 90 cm en over een platte aardbeikam beschikken; soms ontbreekt deze geheel. De snavel is hoornkleurig, en bij donkere kleurslagen is deze ook geheel donker. De kin- en oorlellen zijn klein of ontbreken soms. De diepliggende gele ogen worden goed beschermd door de sterk ontwikkelde wenkbrauwen. De kop is sterk en lang en de rug is eveneens vrij lang. De sterk bevederde staart wordt betrekkelijk vlak, en bij de hennen recht gedragen. De schouders zijn goed ontwikkeld en de vleugels worden net als bij Maleiers op de rug gedragen. De lange sterke loopbenen zijn geel. De kleurslagen zijn goud, platina, wit en wildkleurig.

## Productie, verkoop en intensivering
Kippen worden gehouden voor hun vlees en voor hun eieren. Maar men gebruikt ze ook als sierkippen om ze tentoon te stellen. De 19e-eeuwse kleinschalige gemengde bedrijven zijn steeds verder gaan intensiveren met onder andere als resultaat de huidige legbatterijen. Batterijkippen worden binnen gehouden in vrij kleine kooien.
Doordat er pluimveebedrijven met grote aantallen dieren dicht bij elkaar staan, maar ook omdat er steeds meer kippen buiten lopen (Freiland) en dus in contact komen met wilde vogels, zijn er meer uitbraken van ziekten, zoals vogelpest. Kippenvlees en ook rauwe eieren bevatten in Nederland en België soms de salmonella bacterie, die ernstige voedselvergiftiging kan veroorzaken, mede doordat de consument de producten niet goed bereidt of bewaart.
In Nederland werden in 2010 in totaal ruim 101 miljoen kippen gehouden, waarvan bijna 48 miljoen als leghen en ruim 44 miljoen als vleeskip.

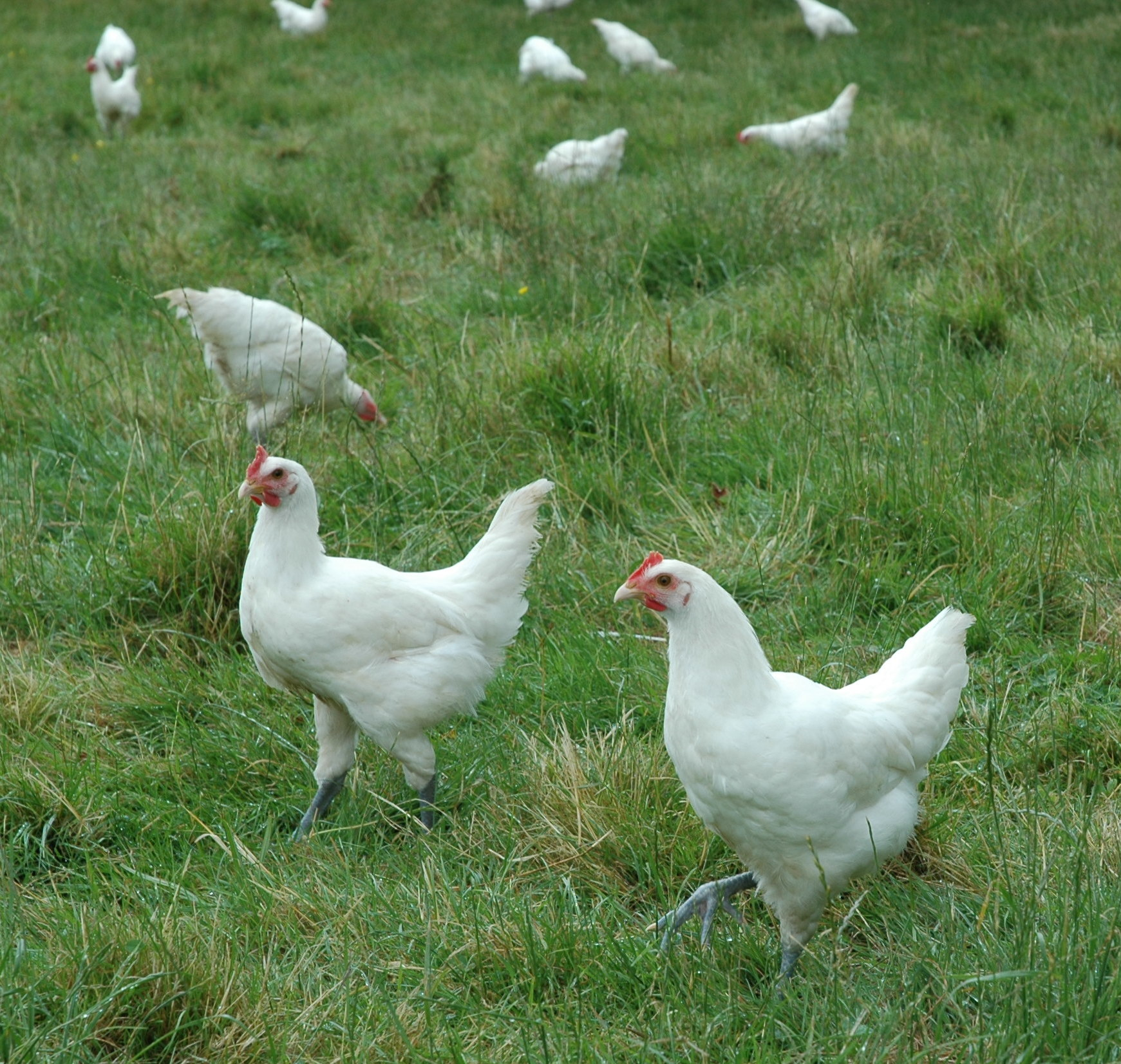
Franse Bressehoenders worden als hoogwaardige vleeskippen op grote weides gehouden
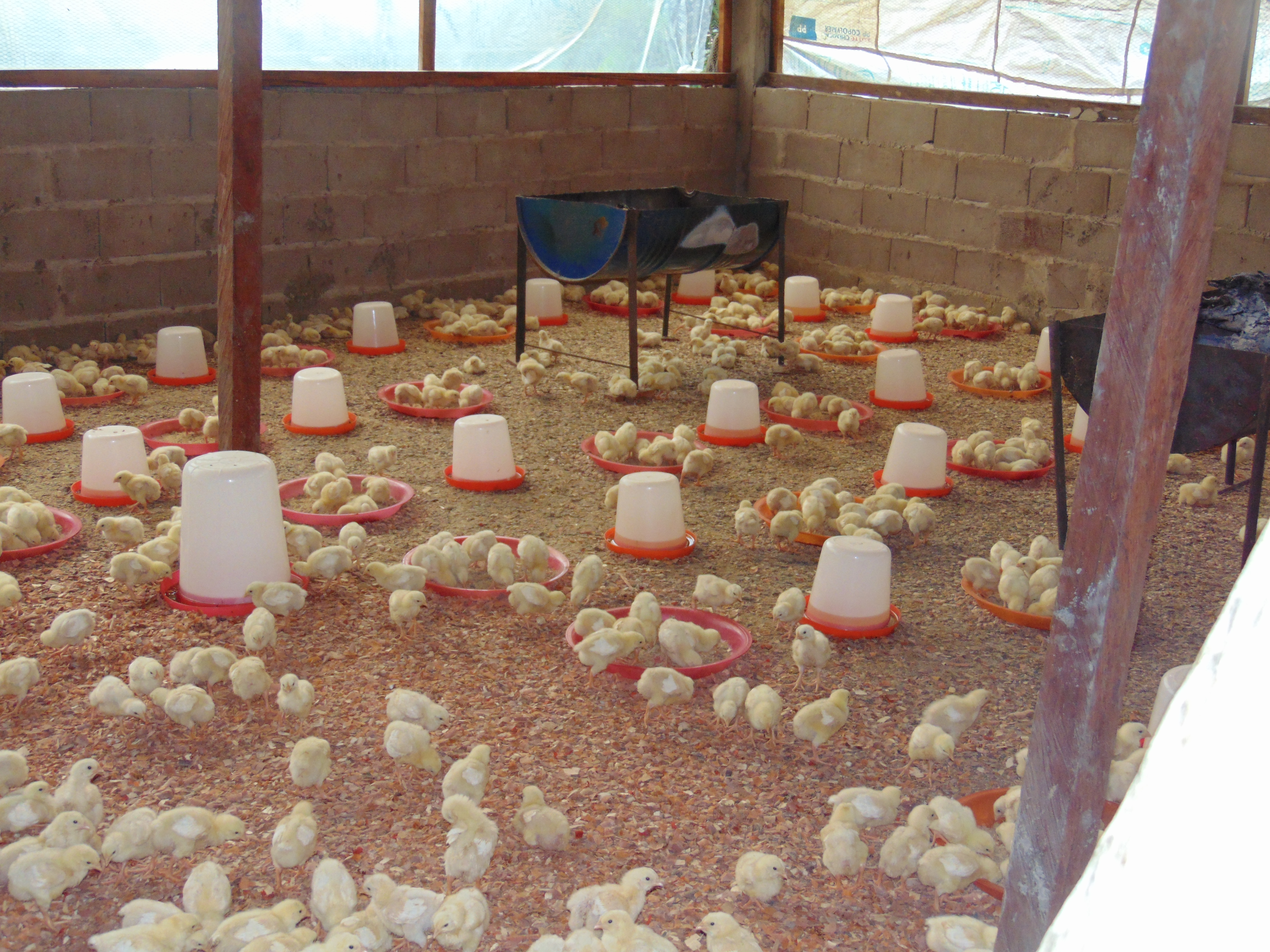
Jonge vleeskuikens in stal
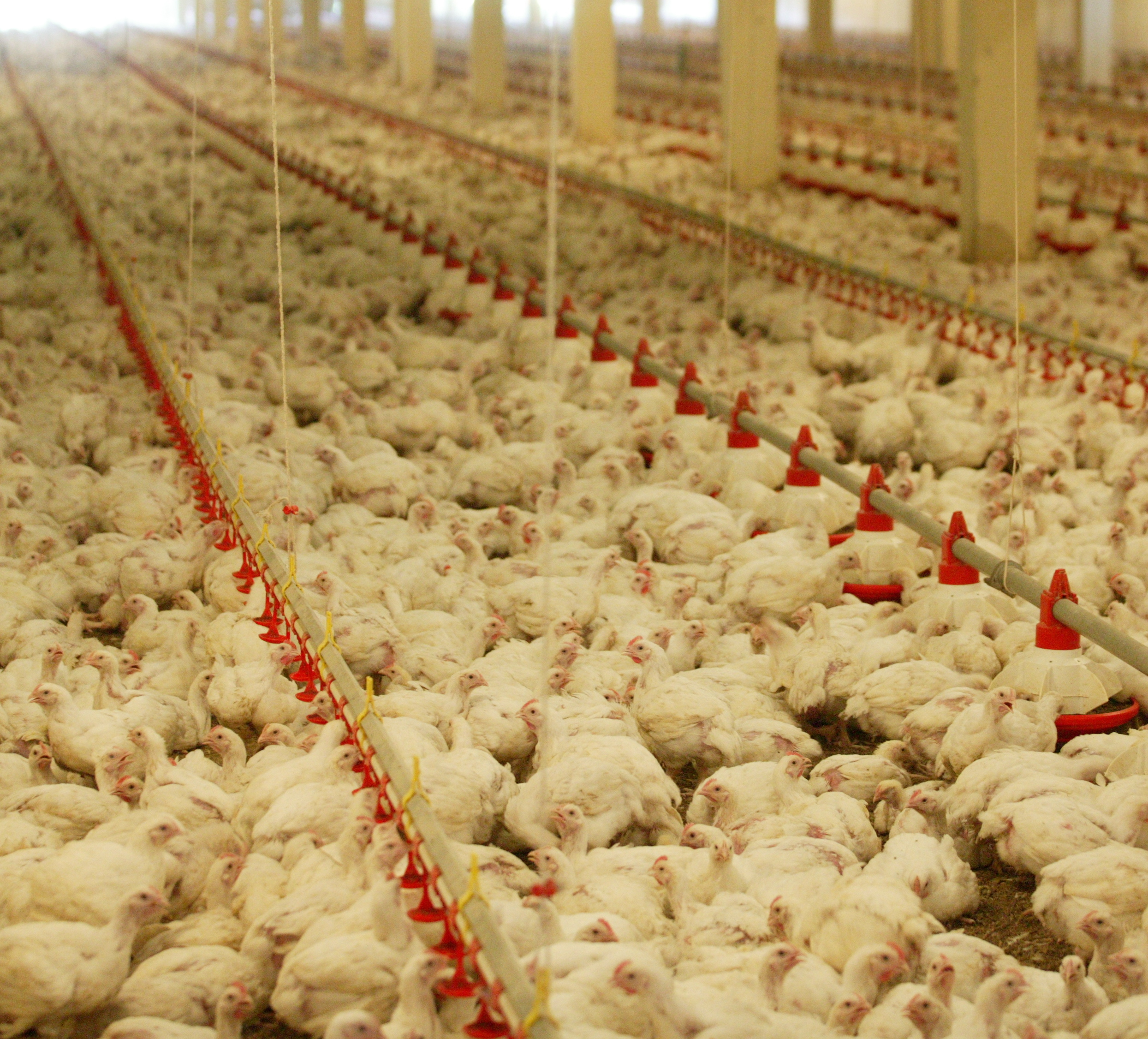
Bij de industriële onderbrenging worden buiten Europa tot 24 dieren per m2 gehouden
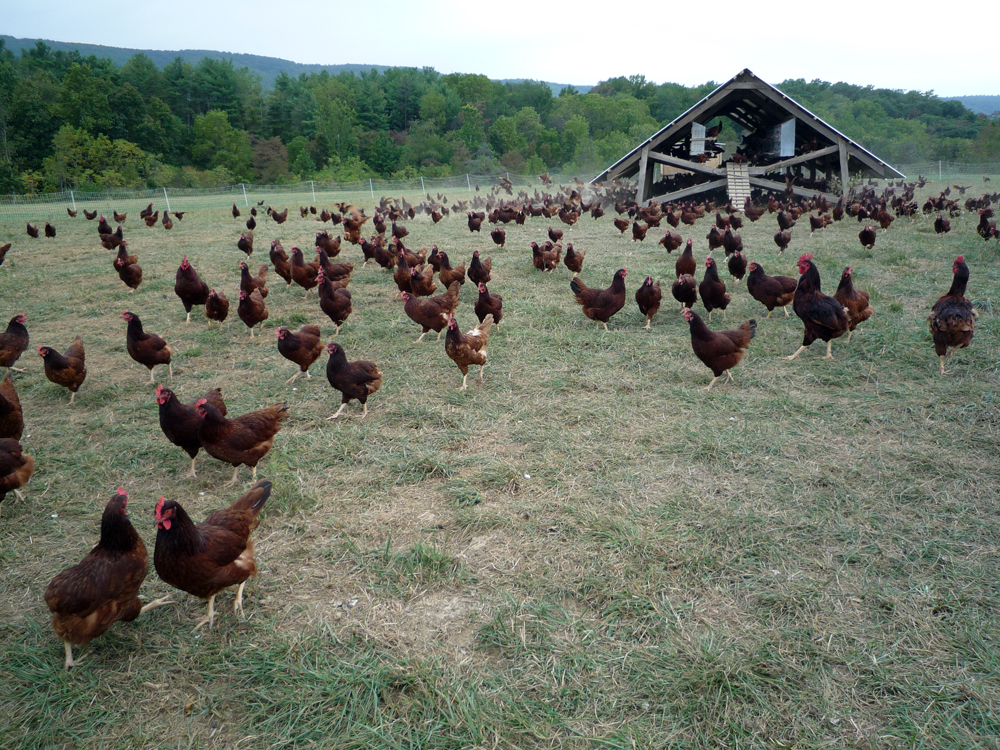
Leghennen op de experimentele boerderij (Polyface Farm) van Joel Sallatin in Virginia

Kippen worden in Nederland voor productie van eieren en vlees op verschillende manieren gehouden:

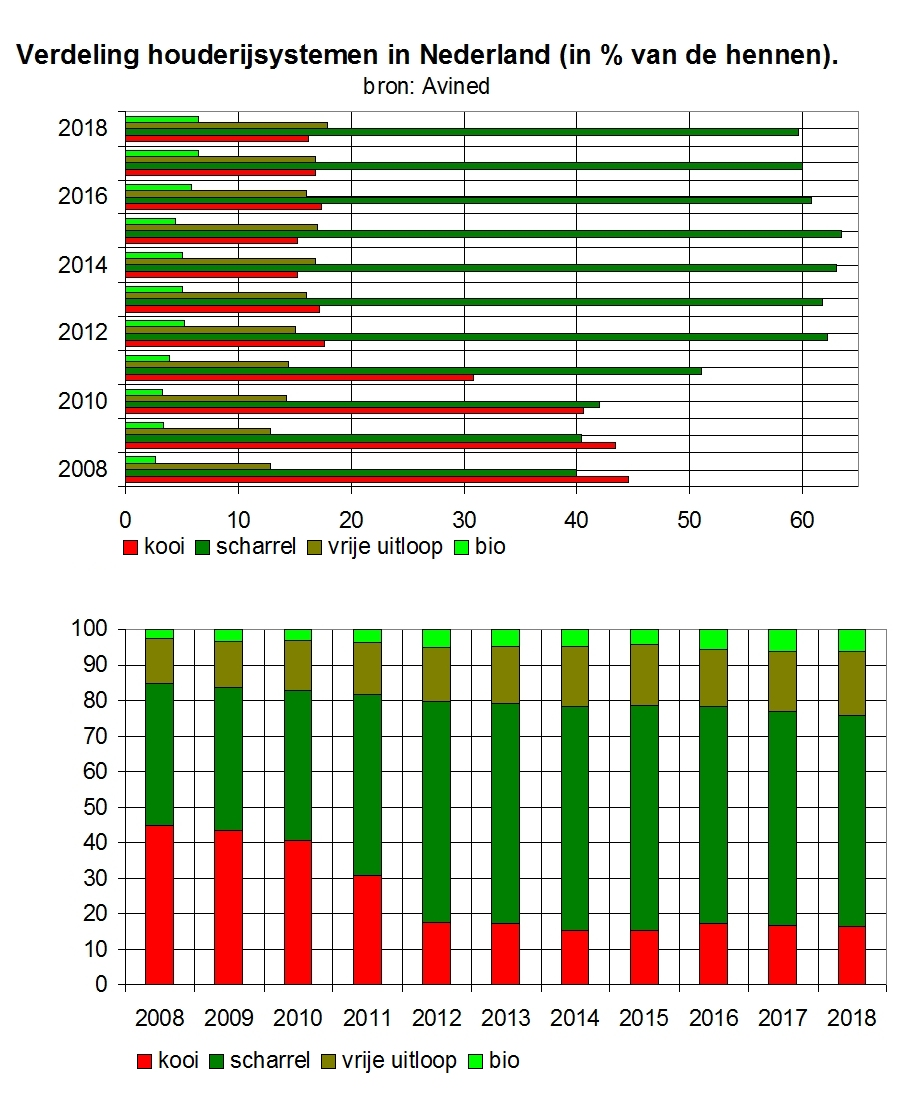
Verdeling houderijsystemen leghennen in Nederland, de grafiek geeft een beeld van de ontwikkeling vanaf 2008 t/m 2018

- Biologische kippen: Een biologische kip (in Nederland 500.000 in 2005, 3,3 miljoen in 2017[23]) heeft 4 m2 weiland ter beschikking. Daarnaast is er stalruimte, waar de kip 's nachts slaapt en haar ei legt (ze worden dan even opgehokt), hier delen zes kippen samen 1 m2. De snavels worden niet geknipt of gebrand. Het mengvoer van deze kippen is voor 80 procent biologisch. Er wordt in de landen van de Europese Unie geen genetisch gemanipuleerd voedsel gegeven. De kippen hebben legnesten, zitstokken en een stofbad, evenals scharrelkippen. De biologische productie wordt in Nederland gecontroleerd door de van rijksoverheidswege ingestelde organisatie Skal. Deze onafhankelijke organisatie houdt toezicht op de naleving van de biologische productievoorschriften en geeft een biologisch keurmerk af. Biologische producten moeten zijn voorzien van het Europees keurmerk voor biologische landbouw, het groene blad gevormd door de Europese sterren (zie artikel over Skal).
- "Freiland-kippen": of "vrije-uitloopkip" (4,3 miljoen in 2005). Deze kippen lopen net als de biologische kippen buiten in het weiland. De snavels mogen geknipt of gebrand worden. De kippen hebben ook de beschikking over legnest, zitstokken en een stofbad.
- Scharrelkippen: In Nederland (2022) leven 19 miljoen scharrelkippen.[24] In de stal mogen maximaal negen kippen per vierkante meter worden gehouden. De vloer is voorzien van strooisel en de zitstokken moeten op verschillende hoogten zijn aangebracht. Verder zijn er voldoende legnesten en is er een mogelijkheid voor een stofbad.  De eieren zijn herkenbaar aan de 2 als begincijfer van de code op het ei, voldoet de houder aan aanvullende eisen, dan krijgen de eieren van het Beter Leven Keurmerk 1-ster. De snavels mogen (na 1 januari 2019) niet geknipt of gebrand worden (met uitzondering van enkele vrijstellingen). 90% van alle leghennen ondergaan deze ingreep niet meer.[25][26]
- Batterijkippen: Sinds 2012 is het houden van kippen in legbatterijen in de EU verboden. Een alternatief is het gebruik van verrijkte kooien, waarbij de kippen in groepskooien gehouden worden. Deze methode is tot 2025 toegestaan. Kooieieren worden niet meer door supermarkten verkocht. Ze worden gebruikt door de voedselverwerkingsindustrie, hoewel veel producenten voor hun producten ook alleen scharreleieren gebruiken. De kooieieren komen wel geregeld voor op markten en kleinere levensmiddelenzaken. Het kooiei is te herkennen aan de eicode op het stempel. (0 = biologische ei, 1 = vrije-uitloopei, 2 = scharrelei, 3 = koloniehuisvesting = kooiei). Door het Nederlandse Convenant Markontwikkeling Verduurzaming Dierlijke Producten met de supermarkten is de verkoop van scharreleieren en biologische eieren in Nederland met ongeveer anderhalf miljard per jaar toegenomen en het aantal kippen in legbatterijen spectaculair gedaald.[27]
- Vleeskippen: Vleeskippen zijn kuikens van ongeveer zes weken oud. In deze zes weken groeien ze tot een gewicht van zo'n 2,5 kilo. De kuikens worden gehouden in grote schuren waar 16 tot 24 dieren per m2 zitten. De kuikens kunnen niet naar buiten en de schuren hebben geen ramen.

Na 2007 is de richtlijn 33 kg/m2 tot (onder verbeterde omstandigheden) 42 kg/m2.
Sinds in het Nederlands de term plofkip werd gelanceerd, zijn er duurzame en/of diervriendelijke kipconcepten gelanceerd. Er wordt dan gesproken van een conceptkip. Het gaat dan veelal om langzamer groeiende kippen.
Kip wordt in supermarkten en door slagerijen verhandeld. Een speciaalzaak voor kippenvlees en wild heet een poelier, van het Franse woord voor kip, poule. Als een kip voorheen op een boerderij geslacht werd, gebeurde dat door de kop eraf te hakken. De kip kan daarna nog een tijdje reflexmatig blijven rondrennen.

## Kippenziekten
Kippen zijn gevoelig voor verschillende parasieten inclusief luizen, mijten, teken, vlooien, wormen en andere aandoeningen.

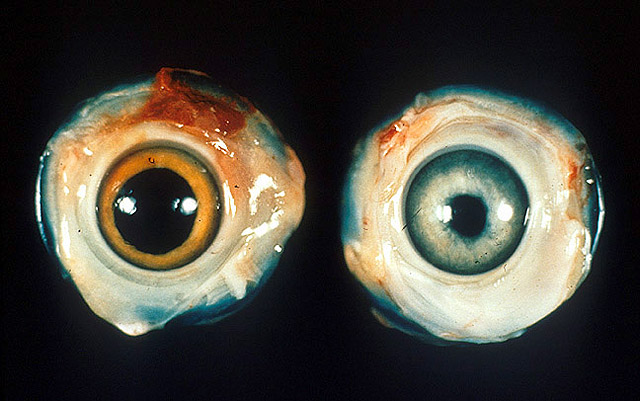
Normaal kippenoog links, oog van kip met Marekse verlamming rechts.

Onderstaande tabel bevat enkele van de meest voorkomende ziekten die bij kippen optreden.
| Naam                             | Algemene naam    | Veroorzaakt door                               |
| -------------------------------- | ---------------- | ---------------------------------------------- |
| Ascites                          |                  | tekort aan O2                                  |
| Aspergillose                     |                  | schimmels                                      |
| Aviaire influenza                | Vogelgriep       | virus                                          |
| Histomoniasis                    | Blackhead        | protozoaire parasiet                           |
| Botulisme                        |                  | vergif                                         |
| Cage Layer Fatigue               |                  | mineralentekorten, gebrek aan lichaamsbeweging |
| Campylobacteriosis               |                  | weefselbeschadiging in de darm                 |
| Cnemidocoptes mutans             | Kalkpoten        | mijt                                           |
| Coccidiose                       |                  | parasieten                                     |
| Colds                            |                  | virus                                          |
| Crop Bound                       |                  | onjuiste voeding                               |
| Dermanyssus gallinae             | Bloedluis        | parasieten                                     |
| Egg bound                        |                  | te groot ei                                    |
| Erysipelas                       | Wondroos         | bacterie                                       |
| Fatty Liver Hemorrhagic Syndrome |                  | hoog-energetische voeding                      |
| Fowl Cholera                     |                  | bacterie                                       |
| Fowl pox                         |                  | virus                                          |
| Fowl Typhoid                     |                  | bacterie                                       |
| Infectieuze Larynchotracheïtis   |                  | virus                                          |
| Syngamus trachea                 | Gaapworm         | wormen                                         |
| Infectious Bronchitis            |                  | virus                                          |
| Infectious bursal disease        | Gumboro          | virus                                          |
| Infectious Coryza                |                  | bacterie                                       |
| Lymphoid leukosis                |                  | Avian leukosis virus                           |
| Marekse verlamming               | Ziekte van Marek | virus                                          |
| Moniliasis                       |                  | schimmels                                      |
| Mycoplasmas                      |                  | bacterie-achtig organisme                      |
| Ziekte van Newcastle             | Pseudovogelpest  | virus                                          |
| Enteritis necrotica              |                  | bacterie                                       |
| Omfalitis                        |                  | navelstreng stomp                              |
| Peritonitis                      |                  | Infectie in de buik van de eierdooier          |
| Prolaps                          |                  |                                                |
| Psittacosis                      |                  | bacterie                                       |
| Pullorum                         | Salmonella       | bacterie                                       |
| Plaveiselcelcarcinoom            |                  | kanker                                         |
| Tibial dyschondroplasia          |                  |                                                |
| Toxoplasmosis                    |                  | protozoaire parasiet                           |
| Ulcerative Enteritis             |                  | bacterie                                       |
| Ulcerative pododermatitis        | Bumblefoot       | bacterie                                       |

## Religie
In Indonesië heeft de kip een grote betekenis in de hindoe-crematieceremonie. Een kip wordt beschouwd als een kanaal voor de kwade geesten die aanwezig kunnen zijn tijdens de ceremonie. Een kip wordt aan de poten vastgebonden en blijft tijdens de gehele ceremonie aanwezig om ervoor te zorgen dat alle kwade geesten die tijdens de ceremonie aanwezig zijn in de kip gaan zitten en niet in de aanwezige gezinsleden. De kip wordt daarna mee naar huis genomen en keert daar terug naar zijn normale leven.
Bij de voorbereiding op Jom Kippoer (Grote Verzoendag) wordt door sommige joden het ritueel Kaparot (kapora= verzoening) uitgevoerd. Een witte kip wordt boven het hoofd negen maal in het rond bewogen terwijl religieuze teksten en gebeden worden uitgesproken (Lev. 16:5-22, psalm 107:10, 14, 17-21, Job 33:23-24). Het doel van het ritueel is de zonden van het afgelopen jaar symbolisch over te dragen op de kip, de kip wordt daarna geslacht en geschonken aan de armen.

## Spreekwoordelijk gebruik
Door het algemene voorkomen van kippen en hun nabijheid tot de mens, bestaan veel gezegdes en spreekwoorden met betrekking tot kippen. Bekende voorbeelden zijn:
- Met de kippen op stok gaan: vroeg gaan slapen
- Men ziet er geen kip: er is niemand te zien
- Als een kip zonder kop: dom handelend
- Van een kale kip kan men niet plukken: bij iemand die niets heeft, valt niets te halen
- Zo fris als een hoentje: erg energiek
- Een goede haan is niet vet: een normaal lichaamsgewicht is gezond
- Haantje de voorste: iemand met veel initiatief of geldingsdrang